# Segunda Federación 2022-23
La temporada 2022-23 de la Segunda Federación, de fútbol correspondió a la 2.ª edición de este campeonato que ocupa el cuarto nivel en el Sistema de ligas de fútbol de España. La fase regular dio comienzo el 3 de septiembre de 2022 y terminó el  14 de mayo de 2023. Posteriormente, a partir del 20 de mayo se disputó la promoción de ascenso a Primera Federación y la promoción de permanencia, que finalizó el 11 de junio.

## Sistema de competición
Participaron noventa clubes de toda España, encuadrados en cinco grupos de dieciocho equipos según proximidad geográfica. Se enfrentan en cada grupo todos contra todos en dos ocasiones, una en campo propio y otra en campo contrario, durante un total de 34 jornadas. El orden de los encuentros se decide por sorteo antes de empezar la competición. La Federación Española de Fútbol es la responsable de designar las fechas de los partidos y los árbitros de cada encuentro y el equipo local la potestad de fijar el horario exacto de cada encuentro.
El ganador de un partido obtiene tres puntos, el perdedor cero puntos, y en caso de empate hay un punto para cada equipo.
Al término del campeonato, ascienden a Primera Federación diez equipos. El primer clasificado de cada grupo se proclama campeón y asciende directamente. En cada grupo, los cuatro equipos clasificados entre el segundo y el quinto lugar disputan la promoción de ascenso para decidir el segundo equipo que asciende. Esta promoción tiene formato de eliminación directa a doble partido.
Los cinco últimos equipos clasificados de cada grupo descienden directamente a Tercera Federación. Además, los cuatro decimoterceros clasificados con peor puntuación disputan la promoción por la permanencia para decidir dos equipos más que descienden. Por tanto, en total descienden 27 equipos.

## Equipos participantes

### Ascensos y descensos
Esta temporada acceden a la categoría los 27 equipos ascendidos de la edición anterior de Tercera División RFEF (18 lo hicieron de forma directa y 9 mediante promoción) y los diez equipos descendidos de la temporada anterior de la Primera División RFEF.
| Ascendidos de 3.ª División RFEF | Ascendidos de 3.ª División RFEF | Ascendidos de 3.ª División RFEF | Ascendidos de 3.ª División RFEF | Ascendidos de 3.ª División RFEF | Ascendidos de 3.ª División RFEF |
| Pos.                            | Equipo                          | Pos.                            | Equipo                          | Pos.                            | Equipo                          |
| ------------------------------- | ------------------------------- | ------------------------------- | ------------------------------- | ------------------------------- | ------------------------------- |
| 1º (I)                          | Polvorín F. C.                  | 1º (X)                          | Recreativo de Huelva            | 2º (I)                          | Ourense C. F.                   |
| 1º (II)                         | R. Oviedo Vetusta               | 1º (XI)                         | R. C. D. Mallorca "B"           | 2º (IV)                         | S. D. Beasain                   |
| 1º (III)                        | G. de Torrelavega               | 1º (XII)                        | C. D. Atlético Paso             | 2º (V)                          | U. E. Olot                      |
| 1º (IV)                         | Dep. Alavés "B"                 | 1º (XIII)                       | Yeclano Deportivo               | 2º (VI)                         | Atlético Saguntino              |
| 1º (V)                          | C. E. Manresa                   | 1º (XIV)                        | C. D. Diocesano                 | 2º (X)                          | C. D. Utrera                    |
| 1º (VI)                         | Valencia Mestalla               | 1º (XV)                         | C. A. Cirbonero                 | 2º (XIII)                       | F. C. Cartagena "B"             |
| 1º (VII)                        | Atlético Madrid "B"             | 1º (XVI)                        | C. D. Arnedo                    | 2º (XVI)                        | C. D. Alfaro                    |
| 1º (VIII)                       | C. D. Guijuelo                  | 1º (XVII)                       | RZ Dep. Aragón                  | 2º (XVII)                       | Utebo F. C.                     |
| 1º (IX)                         | Juv. Torremolinos               | 1º (XVIII)                      | C. D. Guadalajara               | 4º (VII)                        | A. D. Alcorcón "B"              |

| Descendidos de 1.ª División RFEF | Descendidos de 1.ª División RFEF | Descendidos de 1.ª División RFEF | Descendidos de 1.ª División RFEF |
| Pos.                             | Equipo                           | Pos.                             | Equipo                           |
| -------------------------------- | -------------------------------- | -------------------------------- | -------------------------------- |
| 16º. (I)                         | C. F. Talavera de la Reina       | 16.º (II)                        | Atlético Sanluqueño C. F.        |
| 17º. (I)                         | Real Valladolid Promesas         | 17.º (II)                        | Sevilla Atlético                 |
| 18.º (I)                         | Zamora C. F.                     | 18.º (II)                        | UCAM Murcia C. F.                |
| 19.º (I)                         | C. D. Tudelano                   | 19.º (II)                        | C. F. Badalona Futur             |
| 20.º (I)                         | Extremadura U. D. (retirado)     | 20.º (II)                        | Betis Deportivo                  |

Abandonaron la categoría diez equipos, que ascendieron a Primera Federación; cinco lo hicieron de forma directa y otros cinco mediante promoción. También abandonaron la categoría veintisiete equipos que descendieron a Tercera Federación, veinticinco lo hicieron de forma directa y otros dos mediante promoción.
| Ascendidos a 1.ª Federación | Ascendidos a 1.ª Federación | Ascendidos a 1.ª Federación | Ascendidos a 1.ª Federación |
| Pos.                        | Equipo                      | Pos.                        | Equipo                      |
| --------------------------- | --------------------------- | --------------------------- | --------------------------- |
| 1.º (I)                     | Pontevedra C. F.            | 2.º (IV)                    | A. D. Mérida                |
| 1.º (II)                    | C. A. Osasuna Promesas      | 2.º (V)                     | C. F. La Nucía              |
| 1.º (III)                   | C. D. Numancia              | 3.º (V)                     | Real Murcia C. F.           |
| 1.º (IV)                    | Córdoba C. F.               | 4.º (IV)                    | A. D. Ceuta F. C.           |
| 1.º (V)                     | C. F. Intercity             | 4.º (V)                     | C. D. Eldense               |

| Descendidos a 3.ª Federación | Descendidos a 3.ª Federación | Descendidos a 3.ª Federación | Descendidos a 3.ª Federación | Descendidos a 3.ª Federación | Descendidos a 3.ª Federación |
| Pos.                         | Equipo                       | Pos.                         | Equipo                       | Pos.                         | Equipo                       |
| ---------------------------- | ---------------------------- | ---------------------------- | ---------------------------- | ---------------------------- | ---------------------------- |
| 13º. (III)                   | Cerdanyola del Vallès F. C.  | 15.º (III)                   | C. F. Badalona               | 17.º (II)                    | C. D. Ardoi                  |
| 13º. (V)                     | Águilas F. C.                | 15.º (IV)                    | Las Palmas Atlético          | 17.º (III)                   | S. D. Huesca "B"             |
| 14.º (I)                     | C. D. Móstoles U.R.J.C.      | 15.º (V)                     | Atlético Pulpileño           | 17.º (IV)                    | C. F. Panadería Pulido       |
| 14.º (II)                    | C. D. Cayón                  | 16.º (I)                     | U. D. Llanera                | 17.º (V)                     | Calvo Sotelo C. F.           |
| 14.º (III)                   | C. E. Andratx                | 16.º (II)                    | Náxara C. D.                 | 18.º (I)                     | U. C. Ceares                 |
| 14.º (IV)                    | C. D. Mensajero              | 16.º (III)                   | C. E. Europa                 | 18.º (II)                    | Peña Sport F. C.             |
| 14.º (V)                     | Atlético Levante             | 16.º (IV)                    | U. D. San Fernando           | 18.º (III)                   | S. D. Ejea                   |
| 15.º (I)                     | Salamanca C. F.              | 16.º (V)                     | C. D. Marchamalo             | 18.º (IV)                    | U. D. Tamaraceite            |
| 15.º (II)                    | C. D. Tropezón               | 17.º (I)                     | Arosa S. C.                  | 18.º (V)                     | C. D. Toledo                 |

### Distribución de grupos
La composición de los cinco grupos de Segunda División RFEF se decidió el 20 de junio en la Comisión de Clubes de entre las propuestas recibidas por parte de las distintas federaciones territoriales. Dicha composición no será definitiva hasta el 18 de julio, fecha límite de inscripción de los equipos. 
| Equipos de la temporada 2022-23 | Equipos de la temporada 2022-23 | Equipos de la temporada 2022-23 | Equipos de la temporada 2022-23 | Equipos de la temporada 2022-23 |
| Grupo I                         | Grupo II                        | Grupo III                       | Grupo IV                        | Grupo V                         |
| ------------------------------- | ------------------------------- | ------------------------------- | ------------------------------- | ------------------------------- |
| C. D. Arenteiro                 | Deportivo Alavés "B"            | C. F. Badalona Futur            | Antequera C. F.                 | A. D. Alcorcón "B"              |
| Bergantiños F. C.               | Arenas Club                     | R. C. D. Espanyol "B"           | Atlético Mancha Real            | Atlético de Madrid "B"          |
| S. D. Compostela                | S. D. Beasáin                   | Lleida Esportiu                 | Atlético Sanluqueño C. F.       | C. D. Leganés "B"               |
| Coruxo C. F.                    | S. D. Gernika Club              | C. E. Manresa                   | Betis Deportivo                 | C. D. A. Navalcarnero           |
| Ourense C. F.                   | Real Sociedad "C"               | U. E. Olot                      | Cádiz C. F. "B"                 | A. D. Unión Adarve              |
| Polvorín F. C.                  | Sestao River C.                 | A. E. Prat                      | C. D. El Ejido 2012             | Gimnástica Segoviana C. F.      |
| Real Avilés C. F.               | C. A. Cirbonero                 | Terrassa F. C.                  | Juventud Torremolinos C. F.     | U. D. Melilla                   |
| U. P. Langreo                   | C. D. Izarra                    | U. D. Alzira                    | C. Recreativo Granada           | C. D. Atlético Paso             |
| C. Marino de Luanco             | U. D. Mutilvera                 | Atlético Saguntino              | Recreativo de Huelva            | C. P. Cacereño                  |
| Real Oviedo Vetusta             | A. D. San Juan                  | Hércules de Alicante C. F.      | C. D. San Roque de Lepe         | C. D. Coria                     |
| Gimnástica de Torrelavega       | C. D. Tudelano                  | Valencia C. F. Mestalla         | Sevilla Atlético                | C. D. Diocesano                 |
| C. D. Laredo                    | C. D. Alfaro                    | S. D. Formentera                | C. D. Utrera                    | C. D. Don Benito                |
| Rayo Cantabria                  | C. D. Arnedo                    | C. D. Ibiza Islas Pitiusas      | Vélez C. F.                     | U. D. Montijo                   |
| Burgos C. F. Promesas           | U. D. Logroñés "B"              | R. C. D. Mallorca "B"           | Xerez Deportivo F. C.           | C. F. Villanovense              |
| C. D. Guijuelo                  | Racing Rioja C. F.              | S. C. R. Peña Deportiva         | F. C. Cartagena "B"             | C. D. Guadalajara               |
| C. D. Palencia Cristo Atlético  | C. D. Brea                      | RZ Dep. Aragón                  | Mar Menor F. C.                 | U. D. Socuéllamos               |
| Real Valladolid Promesas        | S. D. Tarazona                  | C. D. Ebro                      | UCAM Murcia C. F.               | Cerdanyola del Vallès F. C.     |
| Zamora C. F.                    | Utebo F. C.                     | C. D. Teruel                    | Yeclano Deportivo               | C. D. Estepona F. S.            |

## Grupo I

### Cambios de entrenadores
| Equipo            | Entrenador (Jornadas)    | Fecha de vacante        | Tipo de salida                     | Posición en la tabla | Entrenador entrante       | Fecha de nombramiento   |
| ----------------- | ------------------------ | ----------------------- | ---------------------------------- | -------------------- | ------------------------- | ----------------------- |
| U. P. Langreo     | Roberto Robles (1 - 10)  | 11 de noviembre de 2022 | Despedido                          | 16.º                 | Javi Vázquez              | 22 de noviembre de 2022 |
| C. D. Arenteiro   | Fran Justo (1 - 11)      | 24 de noviembre de 2022 | Nombrado entrenador del C. D. Lugo | 1.º                  | Javier Rey Pérez          | 24 de noviembre de 2022 |
| Bergantiños C. F. | José Luis Lemos (1 - 17) | 16 de enero de 2023     | Despedido                          | 15.º                 | José Antonio Durán        | 17 de enero de 2023     |
| C. D. Laredo      | Chiri (1 - 18)           | 22 de enero de 2023     | Despedido                          | 16.º                 | Iñaki Zurimendi           | 24 de enero de 2023     |
| Coruxo F. C.      | Jacobo Montes (1 - 23)   | 27 de febrero de 2023   | Mutuo acuerdo                      | 13.º                 | Javier Maté               | 28 de febrero de 2023   |
| S. D. Compostela  | Fabiano Soares (1 - 26)  | 23 de marzo de 2023     | Despedido                          | 5.º                  | Juan Carlos Andrés Costas | 5 de abril de 2023      |

### Equipos por comunidad autónoma
| N.° | Comunidad autónoma | Equipos                                                                                                  |
| --- | ------------------ | --- |
| 6   | Galicia            | C. D. Arenteiro Polvorín F.C.. Bergantiños C. F. S. D. Compostela Coruxo F. C. Ourense C.F.              |
| 5   | Castilla y León    | Zamora C. F. C. D. Palencia Cristo Atlético Real Valladolid Promesas C.D. Guijuelo Burgos C. F. Promesas |
| 4   | Asturias           | Real Avilés C. F. R. Oviedo "B" U. P. Langreo C. Marino de Luanco                                        |
| 3   | Cantabria          | Rayo Cantabria C. D. Laredo G.Torrelavega                                                                |

### Clasificación grupo I
| Pos. | Equipo                             | Pts. | PJ | G  | E  | P  | GF | GC | Dif. |                                                       |
| ---- | ---------------------------------- | ---- | -- | -- | -- | -- | -- | -- | ---- | ----------------------------------------------------- |
| 1    | C. D. Arenteiro (A, C)             | 73   | 34 | 21 | 10 | 3  | 44 | 19 | +25  | Ascenso a Primera Federación y Copa del Rey           |
| 2    | Real Avilés C. F.                  | 59   | 34 | 17 | 8  | 9  | 45 | 30 | +15  | Play-Offs Ascenso a Primera Federación y Copa del Rey |
| 3    | Real Valladolid Promesas           | 56   | 34 | 16 | 8  | 10 | 49 | 41 | +8   | Play-Offs Ascenso a Primera Federación                |
| 4    | S. D. Compostela                   | 54   | 34 | 14 | 12 | 8  | 42 | 27 | +15  | Play-Offs Ascenso a Primera Federación y Copa del Rey |
| 5    | Zamora C. F.                       | 54   | 34 | 15 | 9  | 10 | 38 | 33 | +5   | Play-Offs Ascenso a Primera Federación y Copa del Rey |
| 6    | C. D. Guijuelo                     | 54   | 34 | 14 | 12 | 8  | 35 | 29 | +6   | Clasificación a Copa del Rey                          |
| 7    | Real Oviedo Vetusta                | 51   | 34 | 16 | 3  | 15 | 44 | 42 | +2   |                                                       |
| 8    | R. S. Gimnástica de Torrelavega    | 51   | 34 | 13 | 12 | 9  | 32 | 31 | +1   | Clasificación a Copa RFEF                             |
| 9    | C. Marino de Luanco                | 49   | 34 | 13 | 10 | 11 | 33 | 34 | −1   |                                                       |
| 10   | Rayo Cantabria                     | 48   | 34 | 14 | 6  | 14 | 41 | 41 | 0    |                                                       |
| 11   | Coruxo F. C.                       | 46   | 34 | 11 | 13 | 10 | 36 | 29 | +7   |                                                       |
| 12   | U. P. Langreo                      | 45   | 34 | 12 | 9  | 13 | 36 | 38 | −2   |                                                       |
| 13   | Ourense C. F.                      | 43   | 34 | 11 | 10 | 13 | 36 | 36 | 0    | Promoción de permanencia                              |
| 14   | C. D. Palencia Cristo Atlético (D) | 41   | 34 | 10 | 11 | 13 | 25 | 32 | −7   | Descenso a Tercera Federación                         |
| 15   | C. D. Laredo (D)                   | 35   | 34 | 9  | 8  | 17 | 20 | 31 | −11  | Descenso a Tercera Federación                         |
| 16   | Burgos C. F. Promesas (D)          | 27   | 34 | 7  | 6  | 21 | 29 | 54 | −25  | Descenso a Tercera Federación                         |
| 17   | Polvorín F. C. (D)                 | 26   | 34 | 5  | 11 | 18 | 30 | 47 | −17  | Descenso a Tercera Federación                         |
| 18   | Bergantiños F. C. (D)              | 22   | 34 | 4  | 10 | 20 | 33 | 54 | −21  | Descenso a Tercera Federación                         |

Actualizado a los partidos jugados el 14 de mayo de 2023.
 Fuente: Resultados Futbol

#### Evolución de la clasificación
| Jornada          | 1   | 2   | 3   | 4  | 5  | 6  | 7  | 8  | 9  | 10 | 11 | 12 | 13 | 14 | 15 | 16 | 17 | 18 | 19 | 20 | 21 | 22 | 23 | 24 | 25 | 26 | 27 | 28 | 29 | 30 | 31 | 32 | 33 | 34 |
| Equipo           |     |     |     |    |    |    |    |    |    |    |    |    |    |    |    |    |    |    |    |    |    |    |    |    |    |    |    |    |    |    |    |    |    |    |
| ---------------- | --- | --- | --- | -- | -- | -- | -- | -- | -- | -- | -- | -- | -- | -- | -- | -- | -- | -- | -- | -- | -- | -- | -- | -- | -- | -- | -- | -- | -- | -- | -- | -- | -- | -- |
| Arenteiro        | 6   | 9   | 8   | 5  | 6  | 3  | 3  | 1  | 1  | 1  | 1  | 1  | 1  | 1  | 1  | 1* | 1* | 1* | 1  | 1  | 1  | 1  | 1  | 1  | 1  | 1  | 1  | 1  | 1  | 1  | 1  | 1  | 1  | 1  |
| Avilés           | 11  | 14  | 16  | 12 | 13 | 9  | 10 | 8  | 3  | 7  | 4  | 8  | 8  | 8  | 5  | 6  | 6  | 5  | 5  | 5  | 5  | 5  | 6  | 5  | 4  | 3  | 4  | 2  | 2  | 2  | 2  | 2  | 2  | 2  |
| Valladolid Prom. | 12* | 15* | 4   | 3  | 2  | 1  | 2  | 3  | 6  | 3  | 6  | 4  | 4  | 4  | 4  | 4  | 4  | 4  | 4  | 3  | 3  | 3  | 3  | 3  | 6  | 6  | 5  | 5  | 4  | 4  | 4  | 3  | 3  | 3  |
| Compostela       | 15  | 7   | 11  | 13 | 8  | 10 | 11 | 12 | 11 | 8  | 5  | 3  | 3  | 3  | 3  | 2  | 3  | 2  | 3  | 2  | 2  | 2  | 2  | 2  | 2  | 2  | 3  | 4  | 5  | 5  | 5  | 4  | 4  | 4  |
| Zamora           | 13* | 16* | 12* | 15 | 16 | 15 | 16 | 16 | 13 | 11 | 9  | 5  | 5  | 5  | 6  | 7  | 8  | 7  | 6  | 6  | 6  | 6  | 5  | 4  | 3  | 5  | 6  | 6  | 7  | 6  | 7  | 6  | 6  | 5  |
| Guijuelo         | 5   | 4   | 1   | 2  | 1  | 2  | 1  | 2  | 2  | 2  | 2  | 2  | 2  | 2  | 2  | 3* | 2* | 3* | 2  | 4  | 4  | 4  | 4  | 7  | 5  | 4  | 2  | 3  | 3  | 3  | 3  | 5  | 5  | 6  |
| Vetusta          | 4   | 8   | 3   | 7  | 10 | 12 | 12 | 15 | 17 | 18 | 16 | 16 | 15 | 14 | 15 | 14 | 13 | 12 | 12 | 8  | 11 | 9  | 8  | 8  | 8  | 7  | 7  | 7  | 6  | 7  | 6  | 7  | 8  | 7  |
| Gim. Torrelavega | 2   | 1   | 5   | 8  | 9  | 11 | 9  | 6  | 9  | 12 | 10 | 7  | 7  | 6  | 7  | 8  | 9  | 8  | 10 | 10 | 10 | 11 | 11 | 11 | 10 | 9  | 10 | 9  | 8  | 9  | 9  | 8  | 7  | 8  |
| Marino           | 9   | 6   | 2   | 1  | 3  | 4  | 5  | 9  | 5  | 9  | 11 | 11 | 11 | 11 | 9  | 10 | 11 | 11 | 7  | 7  | 8  | 8  | 7  | 6  | 7  | 8  | 8  | 10 | 9  | 8  | 8  | 10 | 9  | 9  |
| Rayo Cantabria   | 3   | 3   | 7   | 6  | 4  | 7  | 4  | 7  | 10 | 6  | 3  | 6  | 6  | 7  | 10 | 11 | 12 | 13 | 13 | 13 | 13 | 13 | 10 | 9  | 9  | 10 | 9  | 8  | 10 | 10 | 10 | 9  | 10 | 10 |
| Coruxo           | 8   | 5   | 9   | 10 | 7  | 5  | 6  | 5  | 7  | 4  | 7  | 10 | 10 | 10 | 8  | 5  | 5  | 10 | 11 | 12 | 12 | 12 | 13 | 13 | 12 | 11 | 12 | 11 | 11 | 11 | 11 | 11 | 11 | 11 |
| Langreo          | 16  | 17  | 18  | 14 | 12 | 14 | 14 | 14 | 15 | 16 | 15 | 15 | 16 | 16 | 16 | 16 | 16 | 15 | 14 | 15 | 15 | 15 | 15 | 14 | 14 | 14 | 14 | 14 | 14 | 13 | 13 | 13 | 12 | 12 |
| Ourense          | 17  | 18  | 15  | 16 | 14 | 8  | 7  | 4  | 4  | 10 | 12 | 14 | 14 | 12 | 12 | 9  | 7  | 6  | 8  | 11 | 9  | 10 | 12 | 12 | 13 | 13 | 13 | 13 | 13 | 12 | 12 | 12 | 13 | 13 |
| Palencia         | 18  | 13  | 14  | 9  | 11 | 13 | 13 | 10 | 8  | 5  | 8  | 9  | 9  | 9  | 11 | 12 | 10 | 9  | 9  | 9  | 7  | 7  | 9  | 10 | 11 | 12 | 11 | 12 | 12 | 14 | 14 | 14 | 14 | 14 |
| Laredo           | 1   | 2   | 6   | 4  | 5  | 6  | 8  | 11 | 12 | 14 | 14 | 12 | 12 | 13 | 13 | 13 | 14 | 14 | 15 | 14 | 14 | 14 | 14 | 15 | 15 | 15 | 15 | 15 | 15 | 15 | 15 | 15 | 15 | 15 |
| Burgos Prom.     | 7   | 12  | 17  | 18 | 18 | 18 | 18 | 18 | 16 | 17 | 18 | 18 | 18 | 18 | 18 | 18 | 18 | 18 | 18 | 18 | 18 | 18 | 18 | 18 | 18 | 18 | 16 | 17 | 17 | 17 | 17 | 18 | 17 | 16 |
| Polvorín         | 10  | 10  | 13  | 17 | 17 | 17 | 15 | 17 | 18 | 15 | 17 | 17 | 17 | 17 | 17 | 17 | 17 | 17 | 17 | 17 | 17 | 17 | 17 | 16 | 17 | 17 | 18 | 16 | 16 | 16 | 16 | 16 | 16 | 17 |
| Bergantiños      | 14  | 11  | 10  | 11 | 15 | 16 | 17 | 13 | 14 | 13 | 13 | 13 | 13 | 15 | 14 | 15 | 15 | 16 | 16 | 16 | 16 | 16 | 16 | 17 | 16 | 16 | 17 | 18 | 18 | 18 | 18 | 17 | 18 | 18 |

(*) Con partido(s) pendiente(s).

### Tabla de resultados cruzados
| Local \ Visitante               | ARE | AVI | BER | BUR | COM | COR | GIM | GUI | LAN | LAR | MAR | PAL | OUR | OVI | POL | RAY | VAL | ZAM |
| ------------------------------- | --- | --- | --- | --- | --- | --- | --- | --- | --- | --- | --- | --- | --- | --- | --- | --- | --- | --- |
| C. D. Arenteiro                 | —   | 1–1 | 1–1 | 2–1 | 0–1 | 2–1 | 0–0 | 5–1 | 0–1 | 1–0 | 1–0 | 1–0 | 1–0 | 1–0 | 1–0 | 3–1 | 1–0 | 1–1 |
| Real Avilés C. F.               | 1–1 | —   | 1–0 | 3–0 | 2–0 | 0–1 | 3–0 | 0–2 | 2–0 | 2–1 | 1–0 | 0–0 | 0–3 | 4–2 | 1–0 | 1–2 | 2–0 | 2–1 |
| Bergantiños F. C.               | 2–3 | 3–1 | —   | 0–2 | 1–2 | 1–1 | 1–2 | 1–1 | 4–4 | 0–1 | 1–1 | 0–1 | 1–0 | 0–2 | 0–0 | 0–1 | 0–1 | 1–3 |
| Burgos C. F. Promesas           | 1–2 | 0–2 | 0–4 | —   | 1–0 | 1–2 | 1–1 | 0–0 | 0–2 | 0–1 | 0–0 | 0–2 | 1–1 | 1–2 | 2–1 | 3–0 | 1–2 | 0–1 |
| S. D. Compostela                | 1–3 | 4–0 | 0–0 | 2–1 | —   | 1–1 | 1–0 | 0–0 | 0–1 | 1–0 | 1–1 | 3–0 | 2–1 | 0–0 | 0–0 | 1–0 | 2–0 | 1–1 |
| Coruxo F. C.                    | 0–0 | 0–2 | 3–0 | 1–2 | 1–0 | —   | 1–1 | 0–1 | 0–1 | 1–0 | 2–2 | 0–0 | 1–1 | 1–0 | 3–1 | 1–2 | 2–2 | 1–1 |
| R. S. Gimnástica de Torrelavega | 1–2 | 1–1 | 1–0 | 1–0 | 1–1 | 0–0 | —   | 2–2 | 2–1 | 1–0 | 0–1 | 0–0 | 1–0 | 2–1 | 2–1 | 2–0 | 0–0 | 0–0 |
| C. D. Guijuelo                  | 0–0 | 1–1 | 3–1 | 3–0 | 2–3 | 2–1 | 0–1 | —   | 2–0 | 1–0 | 1–0 | 1–0 | 2–0 | 2–2 | 1–0 | 0–0 | 1–2 | 1–0 |
| U. P. Langreo                   | 0–0 | 1–1 | 1–1 | 2–0 | 0–3 | 0–0 | 3–1 | 0–2 | —   | 1–2 | 1–3 | 2–0 | 3–1 | 3–0 | 1–2 | 0–0 | 1–1 | 0–0 |
| C. D. Laredo                    | 0–1 | 0–2 | 2–2 | 1–3 | 0–0 | 0–0 | 1–0 | 0–0 | 1–2 | —   | 2–2 | 0–1 | 0–2 | 1–0 | 3–1 | 0–2 | 0–0 | 1–0 |
| C. Marino de Luanco             | 0–1 | 0–2 | 2–3 | 1–0 | 1–1 | 1–0 | 0–2 | 1–1 | 2–0 | 1–0 | —   | 0–0 | 1–0 | 1–0 | 0–0 | 1–3 | 0–0 | 1–0 |
| C. D. Palencia Cristo Atlético  | 0–1 | 1–3 | 2–1 | 2–1 | 0–2 | 1–1 | 1–1 | 3–0 | 1–2 | 1–0 | 0–1 | —   | 0–0 | 2–0 | 0–0 | 0–2 | 1–0 | 1–0 |
| Ourense C. F.                   | 1–1 | 2–0 | 1–0 | 4–3 | 1–1 | 0–2 | 1–2 | 1–0 | 1–0 | 1–1 | 0–1 | 0–0 | —   | 1–2 | 1–1 | 1–2 | 1–0 | 0–1 |
| Real Oviedo Vetusta             | 0–1 | 1–0 | 3–1 | 4–0 | 2–1 | 2–3 | 2–0 | 2–1 | 1–1 | 1–0 | 3–1 | 1–0 | 0–2 | —   | 2–0 | 3–2 | 2–3 | 0–1 |
| Polvorín F. C.                  | 0–2 | 0–0 | 2–2 | 0–1 | 2–1 | 0–3 | 2–0 | 0–0 | 0–1 | 0–0 | 1–2 | 1–1 | 1–1 | 4–0 | —   | 2–3 | 2–3 | 0–2 |
| Rayo Cantabria                  | 2–2 | 1–0 | 3–1 | 1–1 | 2–1 | 0–2 | 0–1 | 0–0 | 1–0 | 0–1 | 0–2 | 4–1 | 1–2 | 1–2 | 2–0 | —   | 1–2 | 1–1 |
| Real Valladolid Promesas        | 0–2 | 0–3 | 2–0 | 2–0 | 2–2 | 1–0 | 3–2 | 0–1 | 2–1 | 0–1 | 4–1 | 3–3 | 2–2 | 1–0 | 5–4 | 1–0 | —   | 1–2 |
| Zamora C. F.                    | 1–0 | 1–1 | 1–0 | 2–2 | 0–3 | 1–0 | 1–1 | 3–0 | 2–0 | 1–0 | 3–2 | 1–0 | 2–3 | 0–2 | 1–2 | 3–1 | 0–4 | —   |

#### Máximos goleadores
| Pos. | Jugador         | Equipo                           | Goles | Partidos | Penaltis |
| ---- | --------------- | -------------------------------- | ----- | -------- | -------- |
| 1º   | Charly          | Bergantiños F. C. / Zamora C. F. | 15    | 34       | 1        |
| 2.º  | Antón Escobar   | C. D. Arenteiro                  | 14    | 33       | 0        |
| 3.º  | Ivan Cédric     | Real Valladolid Promesas         | 13    | 29       | 0        |
| 4.º  | Dario Martínez  | S. D. Compostela                 | 11    | 31       | 0        |
| 5.º  | Primo           | Real Avilés C. F.                | 10    | 32       | 0        |
| -    | Natalio Lorenzo | Real Avilés C. F.                | 10    | 33       | 2        |
| -    | Mikel Arzalluz  | U. P. Langreo                    | 10    | 32       | 5        |

## Grupo II

### Cambios de entrenadores
| Equipo             | Entrenador (Jornadas)      | Fecha de vacante        | Tipo de salida | Posición en la tabla | Entrenador entrante | Fecha de nombramiento   |
| ------------------ | -------------------------- | ----------------------- | -------------- | -------------------- | ------------------- | ----------------------- |
| C. A. Cirbonero    | Xabi Mata (1 - 5)          | 3 de octubre de 2022    | Despedido      | 16.º                 | Sergio Vázquez      | 19 de octubre de 2022   |
| U. D. Mutilvera    | Andoni Alonso (1 - 10)     | 7 de noviembre de 2022  | Despedido      | 18.º                 | Jon Erice           | 9 de noviembre de 2022  |
| Racing Rioja C. F. | Iván Agustín (1 - 10)      | 14 de noviembre de 2022 | Despedido      | 13.º                 | Nacho Martín        | 16 de noviembre de 2022 |
| Racing Rioja C. F. | Nacho Martín (11 - 15)     | 4 de enero de 2023      | Despedido      | 16.º                 | Jonatan Di Giosia   | 5 de enero de 2023      |
| C. D. Alfaro       | Israel Villarreal (1 - 16) | 9 de enero de 2023      | Despedido      | 18.º                 | Jorge Sola          | 11 de enero de 2023     |
| C. D. Izarra       | Álex Huerta (1 - 25)       | 14 de marzo de 2023     | Despedido      | 10.º                 | Rodrigo Hernando    | 14 de marzo de 2023     |

### Equipos por comunidad autónoma
| N.° | Comunidad autónoma | Equipos                                                                                               |
| --- | ------------------ | --- |
| 6   | País Vasco         | Deportivo Alavés "B" Arenas Club S. D. Beasáin S. D. Gernika Club Real Sociedad "C" Sestao River Club |
| 5   | Navarra            | C. A. Cirbonero C. D. Izarra U. D. Mutilvera A. D. San Juan C. D. Tudelano                            |
| 4   | La Rioja           | C. D. Alfaro C. D. Arnedo U.D. Logroñés "B" Racing Rioja C. F.                                        |
| 3   | Aragón             | C. D. Brea S. D. Tarazona Utebo F. C.                                                                 |

### Clasificación grupo II
| Pos. | Equipo                 | Pts. | PJ | G  | E  | P  | GF | GC | Dif. |                                                       |
| ---- | ---------------------- | ---- | -- | -- | -- | -- | -- | -- | ---- | ----------------------------------------------------- |
| 1    | Sestao River C. (A, C) | 72   | 34 | 20 | 12 | 2  | 55 | 17 | +38  | Ascenso a Primera Federación y Copa del Rey           |
| 2    | Deportivo Alavés "B"   | 59   | 34 | 16 | 11 | 7  | 40 | 23 | +17  | Play-Offs Ascenso a Primera Federación                |
| 3    | S. D. Tarazona (A)     | 56   | 34 | 16 | 8  | 10 | 60 | 37 | +23  | Play-Offs Ascenso a Primera Federación y Copa del Rey |
| 4    | Utebo F. C.            | 53   | 34 | 14 | 11 | 9  | 39 | 32 | +7   | Play-Offs Ascenso a Primera Federación y Copa del Rey |
| 5    | S. D. Gernika Club     | 53   | 34 | 15 | 8  | 11 | 41 | 31 | +10  | Play-Offs Ascenso a Primera Federación y Copa del Rey |
| 6    | C. D. Tudelano         | 52   | 34 | 14 | 10 | 10 | 39 | 32 | +7   | Clasificación a Copa del Rey                          |
| 7    | Real Sociedad "C"      | 52   | 34 | 16 | 4  | 14 | 46 | 42 | +4   |                                                       |
| 8    | A. D. San Juan         | 51   | 34 | 13 | 12 | 9  | 33 | 27 | +6   | Clasificación a Copa RFEF                             |
| 9    | Arenas Club            | 48   | 34 | 13 | 9  | 12 | 39 | 42 | −3   |                                                       |
| 10   | C. D. Izarra           | 48   | 34 | 12 | 12 | 10 | 39 | 31 | +8   |                                                       |
| 11   | U. D. Mutilvera        | 46   | 34 | 14 | 4  | 16 | 44 | 37 | +7   |                                                       |
| 12   | C. D. Brea             | 44   | 34 | 12 | 8  | 14 | 27 | 33 | −6   |                                                       |
| 13   | S. D. Beasain (D)      | 41   | 34 | 10 | 11 | 13 | 40 | 40 | 0    | Promoción de permanencia                              |
| 14   | C. A. Cirbonero (D)    | 40   | 34 | 10 | 10 | 14 | 35 | 40 | −5   | Descenso a Tercera Federación                         |
| 15   | C. D. Alfaro (D)       | 34   | 34 | 8  | 10 | 16 | 35 | 54 | −19  | Descenso a Tercera Federación                         |
| 16   | U. D. Logroñés "B" (D) | 32   | 34 | 8  | 8  | 18 | 27 | 54 | −27  | Descenso a Tercera Federación                         |
| 17   | Racing Rioja C. F. (D) | 32   | 34 | 8  | 8  | 18 | 27 | 57 | −30  | Descenso a Tercera Federación                         |
| 18   | C. D. Arnedo (D)       | 24   | 34 | 6  | 6  | 22 | 28 | 65 | −37  | Descenso a Tercera Federación                         |

Actualizado a los partidos jugados el 14 de mayo de 2023.
 Fuente: Resultados Futbol

#### Evolución de la clasificación
| Jornada         | 1   | 2   | 3  | 4  | 5  | 6  | 7  | 8  | 9  | 10 | 11 | 12 | 13 | 14 | 15 | 16 | 17 | 18 | 19 | 20 | 21 | 22 | 23 | 24 | 25 | 26 | 27 | 28 | 29 | 30 | 31 | 32 | 33 | 34 |
| Equipo          |     |     |    |    |    |    |    |    |    |    |    |    |    |    |    |    |    |    |    |    |    |    |    |    |    |    |    |    |    |    |    |    |    |    |
| --------------- | --- | --- | -- | -- | -- | -- | -- | -- | -- | -- | -- | -- | -- | -- | -- | -- | -- | -- | -- | -- | -- | -- | -- | -- | -- | -- | -- | -- | -- | -- | -- | -- | -- | -- |
| Sestao          | 4   | 3   | 3  | 2  | 1  | 1  | 1  | 1  | 1  | 1  | 1  | 1  | 1  | 1  | 1  | 1  | 1  | 1  | 1  | 1  | 1  | 1  | 1  | 1  | 1  | 1  | 1  | 1  | 1  | 1  | 1  | 1  | 1  | 1  |
| Alavés B        | 18  | 17  | 9  | 10 | 11 | 14 | 13 | 10 | 15 | 10 | 14 | 11 | 8  | 9  | 11 | 9  | 7  | 5  | 6  | 4  | 3  | 2  | 3  | 5  | 5  | 4  | 2  | 3  | 4  | 3  | 2  | 2  | 2  | 2  |
| Tarazona        | 16  | 5   | 6  | 8  | 13 | 9  | 5  | 5  | 4  | 7  | 6  | 8  | 7  | 7  | 5  | 8  | 5  | 4  | 7  | 6  | 4  | 3  | 2  | 2  | 2  | 2  | 3  | 4  | 2  | 2  | 3  | 3  | 3  | 3  |
| Utebo           | 10  | 14  | 16 | 11 | 6  | 4  | 3  | 3  | 5  | 4  | 3  | 4  | 4  | 2  | 2  | 2  | 2  | 2  | 2  | 3  | 2  | 5  | 5  | 3  | 4  | 5  | 5  | 5  | 5  | 8  | 8  | 8  | 5  | 4  |
| Gernika         | 9   | 8   | 12 | 16 | 14 | 16 | 18 | 16 | 17 | 17 | 16 | 15 | 12 | 11 | 8  | 5  | 3  | 3  | 4  | 2  | 5  | 4  | 6  | 4  | 3  | 3  | 4  | 2  | 3  | 4  | 5  | 5  | 6  | 5  |
| Tudelano        | 14* | 18* | 10 | 13 | 8  | 6  | 4  | 4  | 3  | 3  | 5  | 5  | 5  | 3  | 3  | 3  | 4  | 6  | 3  | 5  | 6  | 6  | 4  | 6  | 6  | 7  | 9  | 9  | 7  | 6  | 4  | 4  | 4  | 6  |
| Real Sociedad C | 8   | 16  | 17 | 17 | 18 | 18 | 14 | 12 | 7  | 5  | 4  | 3  | 2  | 5  | 6  | 10 | 11 | 12 | 10 | 9  | 9  | 10 | 10 | 10 | 9  | 8  | 6  | 7  | 6  | 5  | 6  | 6  | 7  | 7  |
| San Juan        | 11  | 15  | 8  | 5  | 3  | 3  | 6  | 6  | 8  | 8  | 13 | 10 | 9  | 8  | 9  | 11 | 12 | 9  | 12 | 13 | 11 | 11 | 12 | 12 | 12 | 12 | 12 | 10 | 10 | 11 | 11 | 10 | 8  | 8  |
| Arenas          | 3   | 1   | 1  | 1  | 2  | 2  | 2  | 2  | 2  | 2  | 2  | 2  | 3  | 4  | 4  | 6  | 8  | 7  | 8  | 7  | 7  | 7  | 7  | 7  | 7  | 6  | 7  | 6  | 8  | 7  | 7  | 7  | 9  | 9  |
| Izarra          | 13* | 11* | 11 | 14 | 9  | 12 | 17 | 18 | 16 | 16 | 12 | 9  | 11 | 10 | 7  | 4  | 6  | 8  | 5  | 8  | 8  | 8  | 8  | 9  | 10 | 11 | 10 | 11 | 11 | 10 | 10 | 11 | 10 | 10 |
| Mutilvera       | 2   | 2   | 2  | 3  | 4  | 8  | 9  | 14 | 18 | 18 | 18 | 17 | 18 | 15 | 13 | 13 | 13 | 14 | 13 | 10 | 12 | 9  | 9  | 8  | 8  | 9  | 8  | 8  | 9  | 9  | 9  | 9  | 11 | 11 |
| Brea            | 15  | 12  | 15 | 18 | 17 | 10 | 11 | 9  | 12 | 15 | 11 | 6  | 6  | 6  | 10 | 7  | 10 | 11 | 9  | 11 | 13 | 13 | 13 | 13 | 13 | 10 | 11 | 12 | 12 | 12 | 12 | 12 | 12 | 12 |
| Beasáin         | 12  | 10  | 13 | 15 | 10 | 15 | 16 | 13 | 6  | 6  | 10 | 14 | 14 | 14 | 15 | 16 | 15 | 16 | 16 | 16 | 16 | 16 | 15 | 15 | 15 | 15 | 14 | 14 | 13 | 13 | 13 | 13 | 13 | 13 |
| Cirbonero       | 6   | 9   | 14 | 9  | 16 | 17 | 12 | 8  | 11 | 12 | 8  | 12 | 13 | 13 | 12 | 12 | 9  | 10 | 11 | 12 | 10 | 12 | 11 | 11 | 11 | 13 | 13 | 13 | 14 | 14 | 14 | 14 | 14 | 14 |
| Alfaro          | 5   | 4   | 7  | 4  | 5  | 11 | 15 | 17 | 13 | 14 | 17 | 18 | 17 | 18 | 18 | 18 | 17 | 17 | 17 | 17 | 17 | 17 | 17 | 17 | 17 | 17 | 17 | 17 | 17 | 17 | 17 | 16 | 16 | 15 |
| Logroñés B      | 17  | 7   | 5  | 7  | 12 | 7  | 10 | 7  | 10 | 11 | 7  | 7  | 10 | 12 | 14 | 15 | 14 | 13 | 14 | 14 | 15 | 15 | 16 | 16 | 16 | 16 | 16 | 16 | 16 | 16 | 16 | 17 | 17 | 16 |
| Racing Rioja    | 7   | 13  | 18 | 12 | 15 | 13 | 8  | 15 | 9  | 13 | 9  | 13 | 15 | 16 | 16 | 14 | 16 | 15 | 15 | 15 | 14 | 14 | 14 | 14 | 14 | 14 | 15 | 15 | 15 | 15 | 15 | 15 | 15 | 17 |
| Arnedo          | 1   | 6   | 4  | 6  | 7  | 5  | 7  | 11 | 14 | 9  | 15 | 16 | 16 | 17 | 17 | 17 | 18 | 18 | 18 | 18 | 18 | 18 | 18 | 18 | 18 | 18 | 18 | 18 | 18 | 18 | 18 | 18 | 18 | 18 |

(*) Con partido(s) pendiente(s).

### Tabla de resultados cruzados
| Local \ Visitante    | ALA | ALF | ARE | ARN | BEA | BRE | CIR | GER | IZA | LOG | MUT | RAC | REA | SAN | SES | TAR | TUD | UTE |
| -------------------- | --- | --- | --- | --- | --- | --- | --- | --- | --- | --- | --- | --- | --- | --- | --- | --- | --- | --- |
| Deportivo Alavés "B" | —   | 1–0 | 0–0 | 0–0 | 1–0 | 1–0 | 0–0 | 0–0 | 2–0 | 3–0 | 1–0 | 2–0 | 1–2 | 2–0 | 0–0 | 3–1 | 2–0 | 1–1 |
| C. D. Alfaro         | 1–1 | —   | 2–0 | 2–1 | 1–2 | 0–1 | 0–2 | 0–2 | 0–0 | 2–0 | 2–1 | 0–0 | 3–1 | 1–1 | 1–1 | 0–3 | 2–0 | 1–2 |
| Arenas Club          | 1–2 | 0–0 | —   | 4–1 | 1–0 | 2–1 | 2–3 | 0–2 | 3–1 | 5–1 | 0–0 | 1–0 | 1–0 | 0–0 | 1–1 | 3–3 | 0–3 | 1–0 |
| C. D. Arnedo         | 0–4 | 1–4 | 0–0 | —   | 2–2 | 0–1 | 0–2 | 1–0 | 1–4 | 3–1 | 0–4 | 2–0 | 1–0 | 1–2 | 1–2 | 0–0 | 0–2 | 1–1 |
| S. D. Beasain        | 1–2 | 5–0 | 3–0 | 3–1 | —   | 0–0 | 1–0 | 3–2 | 0–1 | 2–1 | 1–3 | 1–2 | 1–1 | 0–0 | 0–0 | 1–2 | 2–1 | 1–1 |
| C. D. Brea           | 0–1 | 2–0 | 1–2 | 1–0 | 0–0 | —   | 1–1 | 1–0 | 0–1 | 1–1 | 2–0 | 3–0 | 0–1 | 1–2 | 1–1 | 1–1 | 1–0 | 1–1 |
| C. A. Cirbonero      | 2–2 | 2–3 | 2–0 | 3–2 | 1–3 | 0–1 | —   | 1–1 | 1–2 | 1–0 | 1–0 | 2–0 | 1–2 | 0–2 | 0–0 | 1–3 | 0–0 | 0–2 |
| S. D. Gernika Club   | 1–0 | 2–0 | 0–2 | 4–0 | 2–1 | 1–1 | 4–1 | —   | 2–1 | 0–0 | 2–1 | 1–2 | 1–0 | 0–1 | 1–2 | 1–1 | 2–0 | 0–2 |
| C. D. Izarra         | 4–0 | 2–0 | 1–2 | 3–1 | 0–0 | 0–1 | 0–0 | 1–2 | —   | 2–0 | 1–0 | 3–1 | 2–1 | 1–1 | 0–0 | 1–1 | 0–0 | 0–2 |
| U. D. Logroñés "B"   | 0–3 | 0–0 | 5–1 | 3–0 | 1–1 | 1–0 | 1–1 | 1–0 | 2–1 | —   | 0–1 | 1–0 | 0–1 | 0–2 | 0–1 | 1–1 | 0–2 | 3–2 |
| U. D. Mutilvera      | 2–0 | 4–2 | 1–0 | 0–3 | 3–0 | 4–1 | 0–1 | 0–1 | 1–1 | 0–0 | —   | 1–0 | 1–2 | 1–0 | 1–1 | 3–1 | 0–1 | 5–1 |
| Racing Rioja C. F.   | 2–2 | 1–1 | 0–2 | 0–4 | 1–1 | 2–0 | 1–0 | 1–1 | 0–0 | 2–1 | 1–0 | —   | 1–2 | 1–0 | 0–3 | 2–0 | 1–3 | 1–2 |
| Real Sociedad "C"    | 1–0 | 3–1 | 1–1 | 3–0 | 1–0 | 2–0 | 2–1 | 1–2 | 2–4 | 1–2 | 3–0 | 2–1 | —   | 2–1 | 1–3 | 2–1 | 2–2 | 1–1 |
| A. D. San Juan       | 2–1 | 2–2 | 2–1 | 1–1 | 1–0 | 2–0 | 1–1 | 0–1 | 1–1 | 2–0 | 0–1 | 1–1 | 1–0 | —   | 1–1 | 2–0 | 0–0 | 1–0 |
| Sestao River C.      | 1–1 | 2–1 | 3–1 | 3–0 | 2–0 | 0–1 | 2–1 | 2–0 | 1–1 | 6–0 | 2–0 | 4–0 | 3–1 | 2–0 | —   | 1–0 | 2–0 | 1–0 |
| S. D. Tarazona       | 0–1 | 6–1 | 3–0 | 4–0 | 1–1 | 0–1 | 1–0 | 1–1 | 2–0 | 5–0 | 3–2 | 3–1 | 2–1 | 3–1 | 2–1 | —   | 4–1 | 0–2 |
| C. D. Tudelano       | 0–0 | 1–1 | 0–0 | 1–0 | 1–2 | 3–1 | 0–2 | 3–2 | 0–0 | 2–1 | 0–2 | 7–1 | 2–1 | 1–0 | 0–0 | 1–0 | —   | 1–0 |
| Utebo F. C.          | 1–0 | 2–1 | 0–2 | 1–0 | 4–2 | 3–0 | 1–1 | 0–0 | 1–0 | 0–0 | 3–2 | 1–1 | 1–0 | 0–0 | 0–1 | 0–2 | 1–1 | —   |

#### Máximos goleadores
| Pos. | Jugador          | Equipo          | Goles | Partidos | Penaltis |
| ---- | ---------------- | --------------- | ----- | -------- | -------- |
| 1º   | Leandro Martínez | Sestao River C. | 14    | 34       | 5        |
| 2.º  | Binke Diabaté    | C. A. Cirbonero | 13    | 30       | 4        |
| 3.º  | Marcos Mendes    | S. D. Tarazona  | 12    | 29       | 1        |
| -    | Agustín Coscia   | C. D. Tudelano  | 12    | 26       | 1        |
| 5.º  | Albert Rosas     | Utebo F. C.     | 10    | 16       | 1        |
| -    | Adrián Carrasco  | S. D. Tarazona  | 10    | 33       | 0        |
| -    | Daniel Fernández | C. D. Izarra    | 10    | 34       | 0        |
| -    | Carlos González  | S. D. Tarazona  | 10    | 27       | 0        |

## Grupo III

### Cambios de entrenadores
| Equipo                     | Entrenador (Jornadas)      | Fecha de vacante        | Tipo de salida                        | Posición en la tabla | Entrenador entrante | Fecha de nombramiento   |
| -------------------------- | -------------------------- | ----------------------- | ------------------------------------- | -------------------- | ------------------- | ----------------------- |
| U. D. Alzira               | Fran Alcoy (1 - 9)         | 3 de noviembre de 2022  | Despedido                             | 17.º                 | Marc García Puig    | 3 de noviembre de 2022  |
| U. E. Olot                 | Manix Mandiola (1 - 10)    | 7 de noviembre de 2022  | Despedido                             | 17.º                 | Jonathan Risueño    | 11 de noviembre de 2022 |
| C.D. Ebro                  | Raúl Jardiel (1 - 12)      | 29 de noviembre de 2022 | Despedido                             | 18.º                 | Javier Genovés      | 29 de noviembre de 2022 |
| Hércules de Alicante C. F. | Ángel Rodríguez (1 - 13)   | 5 de diciembre de 2022  | Despedido                             | 13.º                 | Lolo Escobar        | 5 de diciembre de 2022  |
| C. D. Ibiza Islas Pitiusas | Raúl Garrido (1 - 13)      | 6 de diciembre de 2022  | Despedido                             | 15.º                 | Manu Calleja        | 15 de diciembre de 2022 |
| Club Lleida Esportiu       | Pere Martí (1 - 15)        | 21 de diciembre de 2022 | Despedido                             | 14.º                 | Toni Seligrat       | 28 de diciembre de 2022 |
| U. E. Olot                 | Jonathan Risueño (11 - 18) | 26 de enero de 2023     | Despedido                             | 17.º                 | Iñigo Arriola       | 26 de enero de 2023     |
| Club Lleida Esportiu       | Toni Seligrat (16 - 19)    | 2 de febrero de 2023    | Nombrado asistente del Valencia C. F. | 18.º                 | Ángel Viadero       | 3 de febrero de 2023    |
| C. D. Ibiza Islas Pitiusas | Manu Calleja (14 - 26)     | 27 de marzo de 2023     | Despedido                             | 16.º                 | Kevin Martínez Gil  | 28 de marzo de 2023     |
| Terrassa F. C.             | Jordi López (1 - 32)       | 5 de mayo de 2023       | Despedido                             | 6.º                  | Lluís Macià         | 5 de mayo de 2023       |

### Equipos por Comunidad Autónoma
| N.° | Comunidad autónoma   | Equipos |
| --- | -------------------- | --- |
| 7   | Cataluña             | C. F. Badalona Futur R. C. D. Espanyol "B" Lleida Esportiu C. E. Manresa U. E. Olot A. E. Prat Terrassa F. C. |
| 4   | Comunidad Valenciana | U. D. Alzira Atlético Saguntino Hércules C. F. Valencia Mestalla                                              |
| 4   | Islas Baleares       | S. D. Formentera C. D. Ibiza Islas Pitiusas R. C. D. Mallorca "B" S. C. R. Peña Deportiva                     |
| 3   | Aragón               | Deportivo Aragón C. D. Ebro C. D. Teruel                                                                      |

### Clasificación grupo III
| Pos. | Equipo                         | Pts. | PJ | G  | E  | P  | GF | GC | Dif. |                                                       |
| ---- | ------------------------------ | ---- | -- | -- | -- | -- | -- | -- | ---- | ----------------------------------------------------- |
| 1    | C. D. Teruel (A, C)            | 66   | 34 | 17 | 15 | 2  | 37 | 23 | +14  | Ascenso a Primera Federación y Copa del Rey           |
| 2    | S. C. R. Peña Deportiva        | 61   | 34 | 17 | 10 | 7  | 50 | 27 | +23  | Play-Offs Ascenso a Primera Federación y Copa del Rey |
| 3    | Valencia C. F. Mestalla        | 58   | 34 | 16 | 10 | 8  | 50 | 28 | +22  | Play-Offs Ascenso a Primera Federación                |
| 4    | C. E. Manresa                  | 54   | 34 | 14 | 12 | 8  | 40 | 32 | +8   | Play-Offs Ascenso a Primera Federación y Copa del Rey |
| 5    | R. C. D. Espanyol "B"          | 53   | 34 | 14 | 11 | 9  | 39 | 37 | +2   | Play-Offs Ascenso a Primera Federación                |
| 6    | Terrassa F. C.                 | 49   | 34 | 11 | 16 | 7  | 44 | 37 | +7   | Clasificación a Copa del Rey                          |
| 7    | Hércules de Alicante C. F.     | 49   | 34 | 13 | 10 | 11 | 33 | 37 | −4   | Clasificación a Copa del Rey                          |
| 8    | C. F. Badalona Futur           | 47   | 34 | 12 | 11 | 11 | 37 | 39 | −2   | Clasificación a Copa RFEF                             |
| 9    | C. Lleida Esportiu             | 47   | 34 | 12 | 11 | 11 | 31 | 25 | +6   |                                                       |
| 10   | At. Saguntino                  | 46   | 34 | 11 | 13 | 10 | 36 | 33 | +3   |                                                       |
| 11   | S. D. Formentera               | 45   | 34 | 12 | 9  | 13 | 37 | 35 | +2   |                                                       |
| 12   | U. D. Alzira                   | 45   | 34 | 12 | 9  | 13 | 41 | 44 | −3   |                                                       |
| 13   | R. Z. Deportivo Aragón         | 43   | 34 | 11 | 10 | 13 | 36 | 42 | −6   | Promoción de permanencia                              |
| 14   | A. E. Prat (D)                 | 41   | 34 | 10 | 11 | 13 | 34 | 43 | −9   | Descenso a Tercera Federación                         |
| 15   | U. E. Olot (D)                 | 32   | 34 | 7  | 11 | 16 | 26 | 38 | −12  | Descenso a Tercera Federación                         |
| 16   | C. D. Ibiza Islas Pitiusas (D) | 29   | 34 | 6  | 11 | 17 | 32 | 50 | −18  | Descenso a Tercera Federación                         |
| 17   | R. C. D. Mallorca "B" (D)      | 29   | 34 | 7  | 8  | 19 | 24 | 43 | −19  | Descenso a Tercera Federación                         |
| 18   | C. D. Ebro (D)                 | 24   | 34 | 4  | 12 | 18 | 25 | 39 | −14  | Descenso a Tercera Federación                         |

Actualizado a los partidos jugados el 14 de mayo de 2023.
 Fuente: Resultados Futbol

#### Evolución de la clasificación
| Jornada        | 1  | 2  | 3  | 4  | 5  | 6  | 7  | 8  | 9  | 10 | 11 | 12 | 13 | 14 | 15 | 16 | 17 | 18 | 19 | 20 | 21 | 22 | 23 | 24 | 25 | 26 | 27 | 28 | 29 | 30 | 31 | 32 | 33 | 34 |
| Equipo         |    |    |    |    |    |    |    |    |    |    |    |    |    |    |    |    |    |    |    |    |    |    |    |    |    |    |    |    |    |    |    |    |    |    |
| -------------- | -- | -- | -- | -- | -- | -- | -- | -- | -- | -- | -- | -- | -- | -- | -- | -- | -- | -- | -- | -- | -- | -- | -- | -- | -- | -- | -- | -- | -- | -- | -- | -- | -- | -- |
| Teruel         | 5  | 5  | 3  | 1  | 1  | 1  | 1  | 1  | 1  | 1  | 4  | 3  | 1  | 1  | 1  | 1  | 1  | 1  | 1  | 2  | 1  | 1  | 1  | 1  | 1  | 1  | 1  | 1  | 1  | 1  | 1  | 1  | 1  | 1  |
| Peña Dep.      | 12 | 11 | 4  | 8  | 5  | 3  | 3  | 3  | 2  | 3  | 2  | 1  | 3  | 4  | 4  | 4  | 4  | 3  | 3  | 3  | 2  | 3  | 3  | 3  | 3  | 2  | 2  | 2  | 2  | 2  | 2  | 3  | 2  | 2  |
| Mestalla       | 18 | 17 | 8  | 5  | 3  | 5  | 5  | 5  | 6  | 6  | 6  | 4  | 5  | 3  | 3  | 3  | 2  | 2  | 2  | 1  | 3  | 2  | 2  | 2  | 2  | 3  | 3  | 3  | 3  | 4  | 3  | 2  | 3  | 3  |
| Manresa        | 1  | 3  | 6  | 3  | 2  | 4  | 4  | 4  | 3  | 4  | 3  | 2  | 4  | 5  | 5  | 5  | 5  | 6  | 6  | 7  | 8  | 5  | 5  | 5  | 7  | 7  | 7  | 5  | 5  | 5  | 6  | 5  | 5  | 4  |
| Espanyol B     | 4  | 1  | 2  | 7  | 4  | 2  | 2  | 2  | 4  | 2  | 1  | 5  | 2  | 2  | 2  | 2  | 3  | 4  | 4  | 4  | 4  | 4  | 4  | 4  | 4  | 4  | 4  | 4  | 4  | 3  | 4  | 4  | 4  | 5  |
| Terrassa       | 9  | 12 | 16 | 16 | 17 | 16 | 14 | 12 | 8  | 9  | 7  | 8  | 7  | 7  | 7  | 6  | 6  | 5  | 5  | 6  | 7  | 9  | 7  | 7  | 6  | 6  | 6  | 6  | 6  | 6  | 7  | 6  | 6  | 6  |
| Hércules       | 10 | 10 | 5  | 2  | 6  | 6  | 9  | 7  | 10 | 10 | 11 | 14 | 13 | 10 | 11 | 10 | 9  | 9  | 8  | 5  | 6  | 7  | 6  | 8  | 9  | 9  | 8  | 8  | 7  | 8  | 8  | 8  | 7  | 7  |
| Badalona Futur | 2  | 4  | 1  | 4  | 7  | 9  | 12 | 14 | 13 | 14 | 16 | 15 | 12 | 14 | 9  | 9  | 10 | 10 | 12 | 12 | 11 | 11 | 11 | 10 | 11 | 10 | 11 | 10 | 11 | 10 | 11 | 9  | 9  | 8  |
| Lleida         | 15 | 8  | 12 | 13 | 9  | 10 | 10 | 10 | 12 | 13 | 14 | 12 | 9  | 12 | 14 | 11 | 12 | 12 | 14 | 14 | 15 | 12 | 12 | 13 | 13 | 13 | 12 | 12 | 12 | 12 | 10 | 10 | 10 | 9  |
| At. Saguntino  | 6  | 9  | 7  | 11 | 11 | 13 | 6  | 11 | 11 | 7  | 8  | 9  | 10 | 9  | 10 | 13 | 14 | 14 | 15 | 15 | 12 | 13 | 13 | 12 | 10 | 11 | 10 | 11 | 9  | 7  | 5  | 7  | 8  | 10 |
| Formentera     | 13 | 13 | 10 | 9  | 10 | 12 | 8  | 8  | 5  | 5  | 5  | 6  | 6  | 6  | 6  | 7  | 8  | 8  | 7  | 8  | 5  | 6  | 9  | 6  | 5  | 5  | 5  | 7  | 8  | 9  | 9  | 11 | 11 | 11 |
| Alzira         | 17 | 18 | 17 | 18 | 14 | 11 | 13 | 15 | 17 | 16 | 13 | 10 | 11 | 13 | 13 | 12 | 11 | 11 | 10 | 10 | 10 | 8  | 10 | 11 | 12 | 12 | 13 | 13 | 13 | 13 | 14 | 13 | 13 | 12 |
| RZ Aragón      | 3  | 7  | 11 | 10 | 12 | 14 | 15 | 13 | 14 | 12 | 9  | 7  | 8  | 8  | 8  | 8  | 7  | 7  | 9  | 9  | 9  | 10 | 8  | 9  | 8  | 8  | 9  | 9  | 10 | 11 | 12 | 12 | 12 | 13 |
| Prat           | 14 | 6  | 13 | 14 | 13 | 7  | 11 | 9  | 7  | 8  | 10 | 11 | 14 | 11 | 12 | 14 | 13 | 13 | 11 | 11 | 13 | 14 | 14 | 15 | 14 | 14 | 14 | 14 | 14 | 14 | 13 | 14 | 14 | 14 |
| Olot           | 16 | 16 | 15 | 17 | 18 | 15 | 16 | 17 | 16 | 17 | 17 | 17 | 16 | 17 | 17 | 17 | 17 | 17 | 17 | 16 | 16 | 16 | 15 | 14 | 15 | 15 | 15 | 15 | 15 | 15 | 15 | 15 | 15 | 15 |
| Ibiza          | 8  | 2  | 9  | 6  | 8  | 8  | 7  | 6  | 9  | 11 | 12 | 13 | 15 | 15 | 15 | 15 | 15 | 15 | 13 | 13 | 14 | 15 | 16 | 16 | 16 | 16 | 16 | 16 | 16 | 17 | 16 | 16 | 16 | 16 |
| Mallorca B     | 11 | 15 | 18 | 12 | 15 | 17 | 18 | 16 | 15 | 15 | 15 | 16 | 17 | 16 | 16 | 16 | 16 | 16 | 16 | 17 | 18 | 18 | 17 | 18 | 18 | 18 | 18 | 17 | 17 | 16 | 17 | 17 | 17 | 17 |
| Ebro           | 7  | 14 | 14 | 15 | 16 | 18 | 17 | 18 | 18 | 18 | 18 | 18 | 18 | 18 | 18 | 18 | 18 | 18 | 18 | 18 | 17 | 17 | 18 | 17 | 17 | 17 | 17 | 18 | 18 | 18 | 18 | 18 | 18 | 18 |

(*) Con partido(s) pendiente(s).

### Tabla de resultados cruzados
| Local \ Visitante          | ALZ | ATS | BAD | DEP | EBR | ESP | FOR | HER | IBI | LLE | MAL | MAN | OLO | PEÑ | PRA | TER | TRL | VAL |
| -------------------------- | --- | --- | --- | --- | --- | --- | --- | --- | --- | --- | --- | --- | --- | --- | --- | --- | --- | --- |
| U. D. Alzira               | —   | 0–0 | 1–0 | 2–1 | 3–1 | 1–0 | 0–1 | 0–0 | 3–0 | 2–2 | 2–0 | 1–1 | 2–1 | 1–2 | 1–2 | 0–0 | 0–1 | 3–2 |
| At. Saguntino              | 1–0 | —   | 0–0 | 1–0 | 0–0 | 1–1 | 0–1 | 2–3 | 1–1 | 4–0 | 1–0 | 3–1 | 1–0 | 3–3 | 1–0 | 1–4 | 1–1 | 1–1 |
| C. F. Badalona Futur       | 1–0 | 1–1 | —   | 2–0 | 2–0 | 1–1 | 3–2 | 0–1 | 3–1 | 0–0 | 1–0 | 0–0 | 2–0 | 3–1 | 0–2 | 0–0 | 0–1 | 1–2 |
| R. Z. Deportivo Aragón     | 1–1 | 1–0 | 4–1 | —   | 2–1 | 1–2 | 2–3 | 1–1 | 1–0 | 1–0 | 2–1 | 1–0 | 1–1 | 1–4 | 0–0 | 1–0 | 1–1 | 1–1 |
| C. D. Ebro                 | 1–2 | 0–1 | 1–1 | 1–0 | —   | 0–1 | 0–0 | 0–1 | 0–0 | 1–0 | 4–0 | 1–2 | 1–1 | 1–1 | 1–3 | 1–1 | 0–0 | 0–1 |
| R. C. D. Espanyol "B"      | 1–1 | 2–2 | 3–1 | 0–0 | 3–1 | —   | 1–0 | 1–0 | 1–0 | 0–2 | 0–2 | 1–2 | 1–0 | 1–0 | 0–0 | 3–4 | 1–0 | 0–6 |
| S. D. Formentera           | 4–0 | 0–0 | 1–1 | 3–1 | 3–1 | 0–0 | —   | 2–1 | 0–0 | 0–1 | 1–0 | 1–1 | 1–4 | 0–1 | 2–0 | 2–0 | 0–1 | 0–1 |
| Hércules de Alicante C. F. | 0–1 | 2–1 | 1–1 | 3–1 | 0–0 | 2–1 | 1–0 | —   | 2–1 | 0–4 | 2–2 | 1–1 | 0–2 | 2–1 | 1–0 | 2–2 | 0–2 | 0–1 |
| C. D. Ibiza Islas Pitiusas | 2–2 | 2–1 | 1–1 | 3–3 | 0–3 | 1–2 | 1–2 | 0–1 | —   | 0–1 | 2–1 | 1–2 | 1–1 | 0–3 | 2–0 | 1–1 | 3–3 | 1–0 |
| C. Lleida Esportiu         | 0–1 | 1–1 | 1–2 | 2–1 | 1–0 | 1–1 | 2–0 | 0–1 | 2–0 | —   | 2–0 | 1–1 | 0–1 | 0–0 | 1–0 | 0–0 | 0–0 | 1–2 |
| R. C. D. Mallorca "B"      | 2–3 | 0–2 | 1–0 | 1–1 | 1–0 | 0–2 | 2–1 | 0–0 | 0–1 | 2–1 | —   | 0–2 | 2–0 | 1–1 | 2–2 | 2–2 | 0–1 | 1–0 |
| C. E. Manresa              | 4–3 | 2–0 | 1–2 | 0–0 | 2–1 | 1–1 | 1–1 | 0–0 | 2–0 | 0–0 | 1–0 | —   | 1–0 | 1–1 | 1–2 | 2–1 | 3–0 | 0–2 |
| U. E. Olot                 | 3–1 | 0–1 | 0–1 | 1–2 | 0–0 | 1–1 | 2–0 | 1–1 | 1–3 | 0–2 | 0–0 | 0–0 | —   | 2–0 | 1–1 | 0–3 | 0–0 | 0–2 |
| S. C. R. Peña Deportiva    | 2–1 | 1–0 | 5–0 | 0–1 | 1–1 | 0–1 | 0–0 | 2–0 | 2–1 | 0–0 | 2–0 | 2–0 | 1–0 | —   | 4–1 | 3–1 | 1–1 | 1–0 |
| A. E. Prat                 | 2–1 | 1–3 | 1–2 | 0–1 | 1–1 | 2–1 | 2–1 | 0–2 | 2–2 | 1–2 | 1–0 | 3–1 | 3–1 | 1–3 | —   | 0–0 | 0–0 | 0–0 |
| Terrassa F. C.             | 1–1 | 2–1 | 2–2 | 1–0 | 1–0 | 2–1 | 1–2 | 3–1 | 2–1 | 1–1 | 1–0 | 1–3 | 2–0 | 0–1 | 1–1 | —   | 0–0 | 0–0 |
| C. D. Teruel               | 2–1 | 0–0 | 1–0 | 3–2 | 1–0 | 1–1 | 2–1 | 1–0 | 1–0 | 1–0 | 2–1 | 1–0 | 0–0 | 2–1 | 0–0 | 3–3 | —   | 2–1 |
| Valencia C. F. Mestalla    | 3–0 | 2–0 | 3–2 | 2–0 | 3–2 | 1–3 | 2–2 | 3–1 | 0–0 | 1–0 | 0–0 | 0–1 | 1–2 | 0–0 | 4–0 | 1–1 | 2–2 | —   |

#### Máximos goleadores
| Pos. | Jugador         | Equipo                  | Goles | Partidos | Penaltis |
| ---- | --------------- | ----------------------- | ----- | -------- | -------- |
| 1º   | Guillem Naranjo | R. Z. Deportivo Aragón  | 12    | 31       | 2        |
| 2.º  | Alberto Marí    | Valencia C. F. Mestalla | 11    | 28       | 2        |
| -    | Ernest Forgàs   | U. E. Olot              | 11    | 34       | 0        |
| -    | Jordi Cano      | Terrassa F. C.          | 11    | 30       | 1        |
| 5.º  | Nacho Ramón     | Atlético Saguntino      | 9     | 27       | 1        |
| -    | Villa           | C. D. Teruel            | 9     | 33       | 0        |

## Grupo IV

### Cambios de entrenadores
| Equipo                         | Entrenador (Jornadas)       | Fecha de vacante        | Tipo de salida     | Posición en la tabla | Entrenador entrante     | Fecha de nombramiento   |
| ------------------------------ | --------------------------- | ----------------------- | ------------------ | -------------------- | ----------------------- | ----------------------- |
| UCAM Murcia C. F.              | Molo (1 - 5)                | 4 de octubre de 2022    | Despedido          | 11.º                 | Jorge Romero            | 4 de octubre de 2022    |
| Sevilla Atlético               | Alejandro Acejo (1 - 7)     | 19 de octubre de 2022   | Despedido          | 18.º                 | Antonio Hidalgo Morilla | 19 de octubre de 2022   |
| Xerez Deportivo F. C.          | José Herrera (1 - 8)        | 24 de octubre de 2022   | Despedido          | 15.º                 | Francis Pérez           | 24 de octubre de 2022   |
| Vélez C. F.                    | Álex Ortiz Cabrera (1 - 12) | 30 de noviembre de 2022 | Despedido          | 8.º                  | Magnus Pehrsson         | 30 de noviembre de 2022 |
| C. D. Utrera                   | Rubio (1 - 15)              | 23 de diciembre de 2022 | Despedido          | 17.º                 | Miguel Ángel Montoya    | 24 de diciembre de 2022 |
| Mar Menor F. C.                | Pedro Alburquerque (1 - 18) | 23 de enero de 2023     | Despedido          | 8.º                  | Javier Motos            | 26 de enero de 2023     |
| Vélez C. F.                    | Magnus Pehrsson (13 - 19)   | 30 de enero de 2023     | Fin de interinidad | 4.º                  | Michael Jolley          | 30 de enero de 2023     |
| Xerez Deportivo F. C.          | Francis Pérez (9 - 20)      | 6 de febrero de 2023    | Despedido          | 16.º                 | Romerito                | 8 de febrero de 2023    |
| Juventud de Torremolinos C. F. | Ibón Pérez Arrieta (1 - 25) | 16 de marzo de 2023     | Despedido          | 17.º                 | Antonio Calderón Burgos | 16 de marzo de 2023     |
| UCAM Murcia C. F.              | Jorge Romero (6 - 27)       | 29 de marzo de 2023     | Despedido          | 5.°                  | Víctor Cea              | 29 de marzo de 2023     |

### Equipos por Comunidad Autónoma
| N.° | Comunidad autónoma | Equipos |
| --- | ------------------ | --- |
| 14  | Andalucía          | Antequera C. F. Atlético Mancha Real Atlético Sanluqueño Betis Deportivo Balompié Cádiz C. F. Mirandilla C. P. El Ejido Juventud de Torremolinos C. F. Club Recreativo Granada R. C. Recreativo de Huelva C. D. San Roque de Lepe Sevilla Atlético C. D. Utrera Vélez C. F. Xerez Deportivo F. C. |
| 4   | Región de Murcia   | F. C. Cartagena "B" Mar Menor F. C. UCAM Murcia C. F. Yeclano Deportivo |

### Clasificación grupo IV
| Pos. | Equipo                             | Pts. | PJ | G  | E  | P  | GF | GC | Dif. |                                                       |
| ---- | ---------------------------------- | ---- | -- | -- | -- | -- | -- | -- | ---- | ----------------------------------------------------- |
| 1    | Antequera C. F. (A, C)             | 73   | 34 | 22 | 7  | 5  | 58 | 24 | +34  | Ascenso a Primera Federación y Copa del Rey           |
| 2    | R. C. Recreativo de Huelva (A)     | 63   | 34 | 17 | 12 | 5  | 39 | 24 | +15  | Play-Offs Ascenso a Primera Federación y Copa del Rey |
| 3    | Club Recreativo Granada (A)        | 59   | 34 | 17 | 8  | 9  | 47 | 32 | +15  | Play-Offs Ascenso a Primera Federación                |
| 4    | At. Sanluqueño (A)                 | 58   | 34 | 16 | 10 | 8  | 47 | 33 | +14  | Play-Offs Ascenso a Primera Federación y Copa del Rey |
| 5    | UCAM Murcia C. F.                  | 54   | 34 | 13 | 15 | 6  | 46 | 27 | +19  | Play-Offs Ascenso a Primera Federación y Copa del Rey |
| 6    | Yeclano Deportivo                  | 52   | 34 | 13 | 13 | 8  | 35 | 29 | +6   | Clasificación a Copa del Rey                          |
| 7    | C. D. San Roque de Lepe            | 47   | 34 | 12 | 11 | 11 | 35 | 30 | +5   | Clasificación a Copa RFEF                             |
| 8    | Mar Menor F. C.                    | 45   | 34 | 12 | 9  | 13 | 32 | 36 | −4   |                                                       |
| 9    | F. C. Cartagena "B"                | 45   | 34 | 12 | 9  | 13 | 38 | 42 | −4   |                                                       |
| 10   | Sevilla Atlético                   | 45   | 34 | 13 | 6  | 15 | 36 | 31 | +5   |                                                       |
| 11   | Cádiz C. F. Mirandilla             | 45   | 34 | 12 | 9  | 13 | 38 | 46 | −8   |                                                       |
| 12   | Betis Deportivo Balompié           | 44   | 34 | 11 | 11 | 12 | 34 | 35 | −1   |                                                       |
| 13   | Vélez C. F.                        | 44   | 34 | 13 | 5  | 16 | 41 | 52 | −11  |                                                       |
| 14   | Xerez Deportivo F. C. (D)          | 40   | 34 | 10 | 10 | 14 | 30 | 36 | −6   | Descenso a Tercera Federación                         |
| 15   | C. P. El Ejido (D)                 | 39   | 34 | 11 | 6  | 17 | 34 | 41 | −7   | Descenso a Tercera Federación                         |
| 16   | Juventud de Torremolinos C. F. (D) | 34   | 34 | 8  | 10 | 16 | 30 | 40 | −10  | Descenso a Tercera Federación                         |
| 17   | At. Mancha Real (D)                | 31   | 34 | 8  | 7  | 19 | 26 | 48 | −22  | Descenso a Tercera Federación                         |
| 18   | C. D. Utrera (D)                   | 19   | 34 | 5  | 4  | 25 | 27 | 67 | −40  | Descenso a Tercera Federación                         |

Actualizado a los partidos jugados el 7 de mayo de 2023.
 Fuente: Resultados Futbol

#### Evolución de la clasificación
| Jornada      | 1  | 2  | 3  | 4  | 5  | 6  | 7  | 8  | 9  | 10 | 11 | 12 | 13 | 14 | 15 | 16 | 17 | 18 | 19 | 20 | 21 | 22 | 23 | 24 | 25 | 26 | 27 | 28 | 29 | 30 | 31 | 32 | 33 | 34 |
| Equipo       |    |    |    |    |    |    |    |    |    |    |    |    |    |    |    |    |    |    |    |    |    |    |    |    |    |    |    |    |    |    |    |    |    |    |
| ------------ | -- | -- | -- | -- | -- | -- | -- | -- | -- | -- | -- | -- | -- | -- | -- | -- | -- | -- | -- | -- | -- | -- | -- | -- | -- | -- | -- | -- | -- | -- | -- | -- | -- | -- |
| Antequera    | 3  | 1  | 2  | 2  | 1  | 1  | 1  | 1  | 1  | 1  | 1  | 1  | 1  | 1  | 1  | 1  | 1  | 1  | 1  | 1  | 1  | 1  | 1  | 1  | 1  | 1  | 1  | 1  | 1  | 1  | 1  | 1  | 1  | 1  |
| Rec. Huelva  | 5  | 3  | 4  | 6  | 7  | 11 | 6  | 4  | 3  | 2  | 2  | 3  | 2  | 2  | 2  | 2  | 2  | 2  | 2  | 2  | 2  | 2  | 2  | 2  | 2  | 2  | 2  | 2  | 2  | 2  | 2  | 2  | 2  | 2  |
| Rec. Granada | 11 | 4  | 5  | 8  | 10 | 14 | 16 | 17 | 18 | 18 | 18 | 17 | 14 | 13 | 12 | 8  | 6  | 7  | 6  | 7  | 5  | 4  | 5  | 6  | 6  | 7  | 6  | 6  | 5  | 4  | 5  | 3  | 3  | 3  |
| Sanluqueño   | 10 | 5  | 10 | 9  | 5  | 7  | 4  | 6  | 8  | 7  | 8  | 6  | 6  | 4  | 3  | 4  | 3  | 3  | 3  | 4  | 7  | 6  | 6  | 5  | 5  | 4  | 4  | 4  | 6  | 5  | 3  | 4  | 4  | 4  |
| UCAM Murcia  | 18 | 9  | 13 | 10 | 11 | 13 | 13 | 9  | 7  | 9  | 7  | 10 | 10 | 10 | 9  | 7  | 9  | 6  | 5  | 3  | 3  | 3  | 5  | 4  | 4  | 5  | 5  | 5  | 4  | 3  | 4  | 5  | 5  | 5  |
| Yeclano      | 14 | 10 | 9  | 14 | 13 | 9  | 9  | 7  | 6  | 6  | 4  | 2  | 3  | 3  | 4  | 3  | 4  | 4  | 8  | 5  | 4  | 5  | 3  | 3  | 3  | 3  | 3  | 3  | 3  | 6  | 6  | 6  | 6  | 6  |
| San Roque    | 13 | 15 | 14 | 12 | 8  | 4  | 10 | 11 | 14 | 11 | 10 | 12 | 12 | 12 | 14 | 15 | 14 | 12 | 12 | 10 | 10 | 8  | 7  | 9  | 10 | 10 | 8  | 8  | 7  | 7  | 7  | 7  | 7  | 7  |
| Mar Menor    | 4  | 2  | 1  | 1  | 2  | 2  | 2  | 2  | 2  | 3  | 3  | 4  | 4  | 5  | 5  | 5  | 5  | 8  | 7  | 8  | 6  | 7  | 8  | 7  | 8  | 6  | 7  | 7  | 8  | 8  | 9  | 8  | 8  | 8  |
| Cartagena B  | 15 | 16 | 16 | 18 | 16 | 12 | 14 | 13 | 15 | 12 | 11 | 9  | 7  | 6  | 6  | 6  | 8  | 11 | 9  | 9  | 9  | 11 | 11 | 10 | 9  | 9  | 10 | 10 | 10 | 11 | 10 | 10 | 10 | 9  |
| Sevilla Atl. | 2  | 8  | 12 | 15 | 17 | 18 | 18 | 18 | 17 | 17 | 17 | 18 | 17 | 17 | 18 | 17 | 18 | 18 | 17 | 17 | 17 | 17 | 17 | 16 | 15 | 15 | 15 | 15 | 16 | 14 | 13 | 12 | 11 | 10 |
| Cádiz Mir.   | 1  | 7  | 8  | 11 | 12 | 6  | 8  | 5  | 4  | 4  | 5  | 7  | 8  | 8  | 10 | 12 | 13 | 13 | 14 | 15 | 16 | 14 | 15 | 14 | 14 | 13 | 11 | 11 | 13 | 13 | 12 | 13 | 12 | 11 |
| Betis Dep.   | 6  | 11 | 3  | 3  | 3  | 3  | 3  | 3  | 5  | 5  | 9  | 5  | 5  | 7  | 7  | 9  | 12 | 10 | 11 | 11 | 11 | 10 | 9  | 8  | 7  | 8  | 9  | 9  | 9  | 9  | 8  | 9  | 9  | 12 |
| Vélez        | 9  | 12 | 6  | 4  | 4  | 8  | 11 | 14 | 11 | 8  | 6  | 8  | 9  | 9  | 8  | 11 | 7  | 5  | 4  | 6  | 8  | 9  | 10 | 11 | 11 | 11 | 12 | 12 | 11 | 10 | 11 | 11 | 13 | 13 |
| Xerez DFC    | 16 | 18 | 18 | 16 | 18 | 15 | 15 | 15 | 16 | 13 | 15 | 15 | 15 | 14 | 13 | 10 | 11 | 14 | 13 | 16 | 15 | 16 | 14 | 15 | 16 | 16 | 16 | 16 | 14 | 15 | 16 | 15 | 15 | 14 |
| El Ejido     | 17 | 17 | 15 | 13 | 15 | 17 | 17 | 16 | 13 | 16 | 12 | 13 | 13 | 15 | 15 | 14 | 15 | 15 | 16 | 14 | 14 | 13 | 12 | 12 | 13 | 12 | 13 | 13 | 12 | 12 | 14 | 14 | 14 | 15 |
| Juventud     | 8  | 13 | 7  | 7  | 9  | 5  | 7  | 10 | 12 | 15 | 16 | 16 | 18 | 18 | 16 | 18 | 16 | 16 | 15 | 13 | 13 | 15 | 16 | 17 | 17 | 17 | 17 | 17 | 17 | 16 | 15 | 16 | 16 | 16 |
| Mancha Real  | 7  | 6  | 11 | 5  | 6  | 10 | 5  | 8  | 9  | 10 | 13 | 11 | 11 | 11 | 11 | 13 | 10 | 9  | 10 | 12 | 12 | 2  | 13 | 13 | 12 | 14 | 14 | 14 | 15 | 17 | 17 | 17 | 17 | 17 |
| Utrera       | 12 | 14 | 17 | 17 | 14 | 16 | 12 | 12 | 10 | 14 | 14 | 14 | 16 | 16 | 17 | 16 | 17 | 17 | 18 | 18 | 18 | 18 | 18 | 18 | 18 | 18 | 18 | 18 | 18 | 18 | 18 | 18 | 18 | 18 |

(*) Con partido(s) pendiente(s).

### Tabla de resultados cruzados
| Local \ Visitante              | ANT | ATM | ATS | BET | CAD | CAR | EJI | JUV | MAR | GRA | REC | SAN | SEV | UCA | UTR | VEL | XER | YEC |
| ------------------------------ | --- | --- | --- | --- | --- | --- | --- | --- | --- | --- | --- | --- | --- | --- | --- | --- | --- | --- |
| Antequera C. F.                | —   | 1–1 | 2–0 | 0–0 | 0–1 | 2–0 | 2–0 | 2–0 | 3–1 | 1–1 | 2–0 | 3–2 | 0–2 | 5–3 | 2–0 | 4–0 | 1–1 | 2–0 |
| At. Mancha Real                | 1–2 | —   | 1–1 | 1–1 | 0–1 | 1–3 | 0–2 | 0–4 | 3–1 | 0–1 | 0–1 | 1–0 | 1–0 | 0–0 | 2–1 | 1–1 | 2–1 | 1–2 |
| At. Sanluqueño                 | 4–2 | 2–1 | —   | 2–0 | 2–0 | 1–0 | 3–2 | 0–0 | 1–1 | 0–0 | 1–1 | 4–3 | 1–0 | 1–0 | 4–0 | 2–0 | 1–2 | 2–0 |
| Betis Deportivo Balompié       | 1–3 | 1–1 | 0–0 | —   | 3–1 | 2–0 | 1–2 | 2–1 | 0–1 | 0–3 | 0–0 | 0–1 | 1–0 | 0–0 | 1–0 | 2–0 | 1–0 | 1–1 |
| Cádiz C. F. Mirandilla         | 0–3 | 2–0 | 1–0 | 1–1 | —   | 1–1 | 2–2 | 2–1 | 1–3 | 1–2 | 1–0 | 1–1 | 1–0 | 0–4 | 2–1 | 2–0 | 3–0 | 1–3 |
| F. C. Cartagena "B"            | 0–1 | 3–0 | 2–1 | 0–1 | 1–1 | —   | 1–0 | 2–3 | 1–1 | 1–1 | 2–2 | 1–1 | 1–0 | 1–0 | 3–2 | 2–1 | 0–1 | 0–0 |
| C. P. El Ejido                 | 0–2 | 0–1 | 1–2 | 1–0 | 0–2 | 2–1 | —   | 0–1 | 0–1 | 1–1 | 0–0 | 0–3 | 2–0 | 0–1 | 5–0 | 1–3 | 2–1 | 0–1 |
| Juventud de Torremolinos C. F. | 0–2 | 1–0 | 1–1 | 0–0 | 0–2 | 1–2 | 0–1 | —   | 3–0 | 0–1 | 4–2 | 0–1 | 0–2 | 0–1 | 0–0 | 0–1 | 1–0 | 0–0 |
| Mar Menor F. C.                | 0–2 | 1–0 | 1–0 | 1–0 | 2–0 | 1–2 | 0–1 | 0–0 | —   | 4–1 | 0–1 | 2–1 | 1–0 | 0–0 | 1–0 | 1–3 | 0–0 | 0–0 |
| Club Recreativo Granada        | 1–1 | 3–2 | 1–1 | 2–1 | 2–0 | 1–2 | 4–2 | 4–2 | 0–2 | —   | 0–1 | 1–0 | 0–0 | 3–0 | 1–0 | 4–1 | 1–2 | 2–0 |
| R. C. Recreativo de Huelva     | 0–2 | 4–0 | 1–0 | 2–4 | 1–1 | 1–0 | 2–1 | 3–0 | 1–0 | 1–0 | —   | 1–1 | 1–1 | 1–1 | 2–1 | 3–0 | 0–0 | 2–1 |
| C. D. San Roque de Lepe        | 0–1 | 0–2 | 0–0 | 1–0 | 1–1 | 2–0 | 0–0 | 0–0 | 1–0 | 1–2 | 0–1 | —   | 1–0 | 1–2 | 3–0 | 1–0 | 1–1 | 1–1 |
| Sevilla Atlético               | 1–2 | 3–1 | 2–3 | 0–0 | 1–0 | 1–1 | 3–1 | 1–0 | 2–2 | 1–0 | 0–0 | 1–2 | —   | 2–0 | 2–0 | 2–1 | 1–2 | 2–1 |
| UCAM Murcia C. F.              | 1–0 | 1–1 | 1–1 | 3–0 | 2–1 | 6–1 | 1–1 | 2–2 | 3–0 | 0–0 | 0–0 | 1–1 | 1–0 | —   | 0–0 | 4–0 | 3–0 | 1–1 |
| C. D. Utrera                   | 2–3 | 1–0 | 1–2 | 1–4 | 2–1 | 3–2 | 0–2 | 1–2 | 2–1 | 3–1 | 0–0 | 0–1 | 0–4 | 1–1 | —   | 2–4 | 0–2 | 0–3 |
| Vélez C. F.                    | 1–0 | 1–0 | 0–1 | 2–4 | 4–1 | 1–0 | 1–1 | 2–2 | 2–2 | 1–0 | 1–2 | 0–2 | 2–0 | 1–0 | 2–1 | —   | 1–1 | 1–2 |
| Xerez Deportivo F. C.          | 0–0 | 0–1 | 3–2 | 1–1 | 1–1 | 0–2 | 0–1 | 3–1 | 2–1 | 0–1 | 0–1 | 1–1 | 0–1 | 1–2 | 2–1 | 2–0 | —   | 0–0 |
| Yeclano Deportivo              | 0–0 | 2–0 | 2–1 | 3–1 | 2–2 | 0–0 | 1–0 | 0–0 | 0–0 | 0–2 | 0–1 | 2–0 | 2–1 | 1–1 | 2–1 | 0–3 | 1–0 | —   |

#### Máximos goleadores
| Pos. | Jugador          | Equipo                     | Goles | Partidos | Penaltis |
| ---- | ---------------- | -------------------------- | ----- | -------- | -------- |
| 1º   | Samuel Omorodion | Club Recreativo Granada    | 14    | 29       | 0        |
| 2.º  | Pablo Caballero  | R. C. Recreativo de Huelva | 13    | 27       | 1        |
| -    | Luismi Gutiérrez | Vélez C. F.                | 13    | 33       | 1        |
| -    | Zequi            | Atlético Sanluqueño        | 13    | 32       | 3        |
| 5.º  | Iván Aguilar     | Atlético Mancha Real       | 12    | 32       | 5        |

## Grupo V

### Cambios de entrenadores
| Equipo                      | Entrenador (Jornadas)      | Fecha de vacante        | Tipo de salida                          | Posición en la tabla | Entrenador entrante     | Fecha de nombramiento   |
| --------------------------- | -------------------------- | ----------------------- | --------------------------------------- | -------------------- | ----------------------- | ----------------------- |
| Cerdanyola del Vallès F. C. | Toni Carrillo (1 - 7)      | 17 de octubre de 2022   | Despedido                               | 15.º                 | Oliver Ballabriga       | 19 de octubre de 2022   |
| C. D. Don Benito            | Roberto Aguirre (1 - 7)    | 18 de octubre de 2022   | Despedido                               | 18.º                 | Manuel Martínez Herrero | 21 de octubre de 2022   |
| C. F. Villanovense          | Manolo Cano (1 - 14)       | 12 de diciembre de 2022 | Nombrado entrenador del Atleti femenino | 11.º                 | Gus                     | 22 de diciembre de 2022 |
| C. D. Atlético Paso         | Yurguen Hernández (1 - 15) | 22 de diciembre de 2022 | Despedido                               | 13.º                 | Manolo Sanlúcar         | 31 de diciembre de 2022 |
| C. D. Estepona              | Iván Ruiz (1 - 22)         | 20 de febrero de 2023   | Despedido                               | 8.º                  | Manuel Ruano            | 22 de febrero de 2023   |
| C. D. Coria                 | Alberto Urquía (1 - 26)    | 21 de marzo de 2023     | Despedido                               | 12.º                 | Diego Merino            | 21 de marzo de 2023     |
| U. D. Socuéllamos           | Sergio Campos (1 - 27)     | 27 de marzo de 2023     | Despedido                               | 16.º                 | Nando Martínez          | 29 de marzo de 2023     |
| C. D. Leganés "B"           | Carlos Martínez (1 - 28)   | 3 de abril de 2023      | Nombrado entrenador del C. D. Leganés   | 14.º                 | Manuel Rueda            | 14 de abril de 2023     |

### Equipos por Comunidad Autónoma
| N.° | Comunidad autónoma  | Equipos                                                                                              |
| --- | ------------------- | --- |
| 6   | Extremadura         | C. P. Cacereño C. D. Coria C. D. Diocesano C. D. Don Benito U. D. Montijo C. F. Villanovense         |
| 5   | Comunidad de Madrid | A. D. Alcorcón "B" Atlético de Madrid "B" C. D. Leganés "B" C. D. A. Navalcarnero A. D. Unión Adarve |
| 2   | Castilla-La Mancha  | C. D. Guadalajara U. D. Socuéllamos                                                                  |
| 1   | Canarias            | C. D. Atlético Paso                                                                                  |
| 1   | Castilla y León     | Gimnástica Segoviana C. F.                                                                           |
| 1   | Melilla             | U. D. Melilla                                                                                        |
| 1   | Andalucía           | C. D. Estepona                                                                                       |
| 1   | Cataluña            | Cerdanyola del Vallès F. C.                                                                          |

### Clasificación grupo V
| Pos. | Equipo                      | Pts. | PJ | G  | E  | P  | GF | GC | Dif. |                                                       |
| ---- | --------------------------- | ---- | -- | -- | -- | -- | -- | -- | ---- | ----------------------------------------------------- |
| 1    | U. D. Melilla (A, C)        | 66   | 34 | 18 | 12 | 4  | 41 | 15 | +26  | Ascenso a Primera Federación y Copa del Rey           |
| 2    | Atlético de Madrid "B" (A)  | 65   | 34 | 19 | 8  | 7  | 60 | 33 | +27  | Play-Offs Ascenso a Primera Federación                |
| 3    | C. D. A. Navalcarnero       | 62   | 34 | 19 | 5  | 10 | 46 | 28 | +18  | Play-Offs Ascenso a Primera Federación y Copa del Rey |
| 4    | C. P. Cacereño              | 55   | 34 | 15 | 10 | 9  | 35 | 23 | +12  | Play-Offs Ascenso a Primera Federación y Copa del Rey |
| 5    | Gimnástica Segoviana C. F.  | 52   | 34 | 14 | 10 | 10 | 48 | 44 | +4   | Play-Offs Ascenso a Primera Federación y Copa del Rey |
| 6    | C. F. Villanovense          | 50   | 34 | 13 | 11 | 10 | 29 | 25 | +4   | Clasificación a Copa del Rey                          |
| 7    | C. D. Guadalajara           | 48   | 34 | 12 | 12 | 10 | 49 | 35 | +14  | Clasificación a Copa RFEF                             |
| 8    | C. D. Estepona              | 47   | 34 | 11 | 14 | 9  | 35 | 26 | +9   |                                                       |
| 9    | A. D. Unión Adarve          | 46   | 34 | 12 | 10 | 12 | 43 | 43 | 0    |                                                       |
| 10   | Cerdanyola del Vallès F. C. | 41   | 34 | 10 | 11 | 13 | 28 | 45 | −17  |                                                       |
| 11   | C. D. Atlético Paso         | 41   | 34 | 11 | 8  | 15 | 38 | 39 | −1   |                                                       |
| 12   | U. D. Montijo               | 39   | 34 | 10 | 9  | 15 | 33 | 47 | −14  |                                                       |
| 13   | C. D. Coria (D)             | 39   | 34 | 9  | 12 | 13 | 31 | 44 | −13  | Promoción de permanencia                              |
| 14   | C. D. Leganés "B" (D)       | 37   | 34 | 8  | 13 | 13 | 31 | 39 | −8   | Descenso a Tercera Federación                         |
| 15   | A. D. Alcorcón "B" (D)      | 35   | 34 | 7  | 14 | 13 | 34 | 42 | −8   | Descenso a Tercera Federación                         |
| 16   | C. D. Diocesano (D)         | 34   | 34 | 8  | 10 | 16 | 33 | 43 | −10  | Descenso a Tercera Federación                         |
| 17   | U. D. Socuéllamos (D)       | 33   | 34 | 7  | 12 | 15 | 25 | 41 | −16  | Descenso a Tercera Federación                         |
| 18   | C. D. Don Benito (D)        | 32   | 34 | 7  | 11 | 16 | 19 | 47 | −28  | Descenso a Tercera Federación                         |

Actualizado a los partidos jugados el 14 de mayo de 2023.
 Fuente: Resultados Futbol

#### Evolución de la clasificación
| Jornada        | 1   | 2   | 3   | 4   | 5   | 6   | 7  | 8  | 9  | 10  | 11  | 12  | 13 | 14 | 15 | 16 | 17 | 18 | 19 | 20 | 21 | 22 | 23 | 24 | 25 | 26 | 27 | 28 | 29 | 30 | 31 | 32 | 33 | 34 |
| Equipo         |     |     |     |     |     |     |    |    |    |     |     |     |    |    |    |    |    |    |    |    |    |    |    |    |    |    |    |    |    |    |    |    |    |    |
| -------------- | --- | --- | --- | --- | --- | --- | -- | -- | -- | --- | --- | --- | -- | -- | -- | -- | -- | -- | -- | -- | -- | -- | -- | -- | -- | -- | -- | -- | -- | -- | -- | -- | -- | -- |
| Melilla        | 3   | 3   | 1   | 1   | 1   | 1   | 1  | 1  | 1  | 1   | 1   | 1   | 1  | 1  | 1  | 1  | 1  | 1  | 1  | 1  | 1  | 1  | 1  | 1  | 1  | 1  | 1  | 1  | 1  | 1  | 1  | 1  | 1  | 1  |
| Atlético B     | 13  | 5   | 6   | 4   | 2   | 4   | 6  | 6  | 4  | 2   | 4   | 2   | 2  | 2  | 2  | 2  | 2  | 2  | 2  | 2  | 2  | 2  | 2  | 2  | 2  | 2  | 3  | 2  | 3  | 3  | 2  | 2  | 2  | 2  |
| Navalcarnero   | 5   | 8   | 13  | 9   | 13  | 8   | 5  | 7  | 9  | 6   | 3   | 5   | 4  | 3  | 3  | 5  | 6  | 6  | 3  | 3  | 4  | 4  | 4  | 4  | 5  | 3  | 2  | 3  | 2  | 2  | 3  | 3  | 3  | 3  |
| Cacereño       | 1   | 1   | 3   | 3   | 4   | 2   | 2  | 2  | 3  | 4   | 2   | 3   | 5  | 4  | 6* | 6* | 3  | 3  | 4  | 5  | 7  | 6  | 5  | 6  | 6  | 4  | 4  | 5  | 6  | 4  | 4  | 4  | 4  | 4  |
| Gim. Segoviana | 6   | 10  | 5   | 8   | 8   | 5   | 7  | 4  | 5  | 3   | 5   | 4   | 6  | 6  | 4  | 3  | 4  | 4  | 5  | 6  | 5  | 3  | 3  | 3  | 3  | 6  | 6  | 4  | 5  | 6  | 7  | 5  | 6  | 5  |
| Villanovense   | 14  | 17  | 12  | 11  | 9   | 10  | 13 | 8  | 7  | 10  | 7   | 7   | 10 | 11 | 10 | 8  | 8  | 7  | 7  | 4  | 3  | 5  | 6  | 5  | 4  | 5  | 5  | 6  | 4  | 5  | 5  | 6  | 5  | 6  |
| Guadalajara    | 17  | 7   | 9   | 10  | 6   | 9   | 12 | 14 | 10 | 8   | 9   | 6   | 8  | 9  | 9  | 12 | 12 | 10 | 9  | 10 | 10 | 10 | 9  | 9  | 11 | 11 | 10 | 9  | 9  | 8  | 9  | 9  | 9  | 7  |
| Estepona       | 7   | 4   | 2   | 6   | 5   | 7   | 3  | 3  | 2  | 5*  | 8*  | 8*  | 3  | 5  | 5  | 4  | 5  | 5  | 6  | 7  | 6  | 8  | 8  | 8  | 9  | 7  | 7  | 7  | 7  | 7  | 6  | 7  | 7  | 8  |
| Unión Adarve   | 4   | 2   | 4   | 2   | 3   | 6   | 8  | 9  | 11 | 11  | 13  | 11  | 7  | 8  | 8  | 9  | 9  | 9  | 11 | 9  | 8  | 7  | 7  | 7  | 7  | 8  | 8  | 8  | 8  | 9  | 8  | 8  | 8  | 9  |
| Cerdanyola     | 12* | 13* | 15* | 16* | 17* | 17* | 15 | 13 | 14 | 16  | 14  | 15  | 16 | 16 | 16 | 17 | 16 | 15 | 15 | 15 | 15 | 16 | 15 | 15 | 15 | 14 | 12 | 12 | 12 | 13 | 13 | 12 | 12 | 10 |
| Atl. Paso      | 15  | 9   | 14  | 15  | 11  | 13  | 10 | 10 | 13 | 12* | 11* | 13* | 13 | 13 | 13 | 13 | 11 | 12 | 13 | 14 | 13 | 13 | 11 | 11 | 10 | 10 | 11 | 11 | 10 | 10 | 10 | 10 | 10 | 11 |
| Montijo        | 9   | 15  | 10  | 12  | 14  | 15  | 16 | 15 | 17 | 15  | 12  | 10  | 12 | 12 | 12 | 11 | 13 | 11 | 10 | 11 | 11 | 9  | 10 | 10 | 8  | 9  | 9  | 10 | 11 | 11 | 11 | 11 | 11 | 12 |
| Coria          | 2   | 6   | 8   | 7   | 7   | 3   | 4  | 5  | 6  | 9   | 10  | 12  | 9  | 7  | 7* | 7* | 7  | 8  | 8  | 8  | 9  | 11 | 12 | 12 | 12 | 12 | 13 | 13 | 14 | 14 | 12 | 13 | 13 | 13 |
| Leganés B      | 8   | 14  | 17  | 17  | 15  | 16  | 17 | 16 | 12 | 13  | 16  | 17  | 14 | 14 | 14 | 14 | 15 | 14 | 12 | 12 | 14 | 14 | 16 | 16 | 16 | 16 | 15 | 14 | 13 | 12 | 14 | 14 | 14 | 14 |
| Alcorcón B     | 18  | 16  | 16  | 14  | 10  | 11  | 14 | 17 | 16 | 14  | 17  | 14  | 15 | 15 | 17 | 15 | 17 | 18 | 16 | 16 | 16 | 17 | 17 | 17 | 17 | 17 | 17 | 16 | 16 | 16 | 16 | 15 | 15 | 15 |
| Diocesano      | 11* | 12* | 7*  | 5*  | 12* | 12* | 9  | 12 | 15 | 17  | 15  | 16  | 18 | 18 | 15 | 16 | 14 | 16 | 17 | 18 | 18 | 18 | 18 | 18 | 18 | 18 | 18 | 18 | 18 | 17 | 17 | 16 | 16 | 16 |
| Socuéllamos    | 10  | 11  | 11  | 13  | 16  | 14  | 11 | 11 | 8  | 7   | 6   | 9   | 11 | 10 | 11 | 10 | 10 | 13 | 14 | 13 | 12 | 12 | 13 | 13 | 13 | 15 | 16 | 17 | 17 | 18 | 18 | 18 | 17 | 17 |
| Don Benito     | 16  | 18  | 18  | 18  | 18  | 18  | 18 | 18 | 18 | 18  | 18  | 18  | 17 | 17 | 18 | 18 | 18 | 17 | 18 | 17 | 17 | 15 | 14 | 14 | 14 | 13 | 14 | 15 | 15 | 15 | 15 | 17 | 18 | 18 |

(*) Con partido(s) pendiente(s).

### Tabla de resultados cruzados
| Local \ Visitante           | ALC | ATM | ATP | CER | CAC | COR | DIO | DON | EST | GIM | GUA | LEG | MEL | MON | NAV | SOC | UNI | VIL |
| --------------------------- | --- | --- | --- | --- | --- | --- | --- | --- | --- | --- | --- | --- | --- | --- | --- | --- | --- | --- |
| A. D. Alcorcón "B"          | —   | 3–3 | 0–0 | 0–0 | 0–3 | 2–0 | 1–0 | 0–1 | 1–2 | 2–2 | 1–2 | 1–2 | 0–0 | 0–2 | 1–2 | 0–0 | 0–0 | 1–1 |
| Atlético de Madrid "B"      | 1–1 | —   | 3–2 | 4–0 | 1–0 | 3–1 | 1–0 | 4–0 | 1–0 | 2–1 | 2–1 | 2–0 | 0–0 | 4–2 | 0–1 | 3–0 | 2–0 | 3–0 |
| C. D. Atlético Paso         | 1–1 | 2–4 | —   | 1–1 | 2–0 | 0–2 | 3–0 | 2–0 | 0–1 | 3–1 | 1–0 | 1–0 | 1–1 | 2–0 | 2–1 | 2–0 | 4–2 | 0–1 |
| Cerdanyola del Vallès F. C. | 0–1 | 1–4 | 1–0 | —   | 1–0 | 0–0 | 1–2 | 0–0 | 3–2 | 4–2 | 1–1 | 1–1 | 0–2 | 2–0 | 0–3 | 2–0 | 1–3 | 0–1 |
| C. P. Cacereño              | 1–1 | 3–0 | 1–0 | 0–0 | —   | 2–0 | 3–0 | 0–0 | 0–0 | 2–2 | 1–4 | 2–1 | 0–0 | 2–0 | 1–0 | 2–1 | 0–1 | 1–0 |
| C. D. Coria                 | 3–4 | 2–2 | 0–0 | 0–2 | 0–1 | —   | 2–0 | 0–1 | 1–1 | 1–1 | 2–0 | 0–0 | 1–1 | 1–1 | 1–1 | 3–3 | 1–0 | 1–0 |
| C. D. Diocesano             | 0–3 | 2–0 | 1–1 | 0–1 | 0–0 | 0–1 | —   | 4–0 | 0–1 | 1–1 | 1–2 | 2–3 | 2–1 | 3–2 | 3–4 | 0–1 | 1–1 | 0–0 |
| C. D. Don Benito            | 2–1 | 2–2 | 1–0 | 0–1 | 2–3 | 0–1 | 0–3 | —   | 0–2 | 0–0 | 0–6 | 1–0 | 0–2 | 0–0 | 2–4 | 0–2 | 0–2 | 0–0 |
| C. D. Estepona              | 1–1 | 1–2 | 3–1 | 1–1 | 0–0 | 0–1 | 0–1 | 0–0 | —   | 2–0 | 1–1 | 1–2 | 1–0 | 0–1 | 3–1 | 0–0 | 3–1 | 2–0 |
| Gimnástica Segoviana C. F.  | 4–2 | 1–0 | 2–1 | 3–0 | 1–5 | 3–0 | 1–0 | 0–0 | 0–0 | —   | 2–1 | 2–2 | 2–1 | 3–2 | 0–1 | 3–2 | 2–0 | 0–0 |
| C. D. Guadalajara           | 1–1 | 1–4 | 1–1 | 0–0 | 0–1 | 4–0 | 2–0 | 0–0 | 0–0 | 3–1 | —   | 2–0 | 0–1 | 3–1 | 1–1 | 3–0 | 0–2 | 0–2 |
| C. D. Leganés "B"           | 1–0 | 0–0 | 2–1 | 1–2 | 0–1 | 1–1 | 0–0 | 0–0 | 2–2 | 1–3 | 3–3 | —   | 1–0 | 2–0 | 0–1 | 1–0 | 0–2 | 1–2 |
| U. D. Melilla               | 2–0 | 2–0 | 2–0 | 2–0 | 2–0 | 2–1 | 3–1 | 3–0 | 0–0 | 1–0 | 1–1 | 0–0 | —   | 1–0 | 0–0 | 3–0 | 1–0 | 1–1 |
| U. D. Montijo               | 0–3 | 2–1 | 0–1 | 3–0 | 1–0 | 2–0 | 1–1 | 1–1 | 0–0 | 1–2 | 1–1 | 0–0 | 1–2 | —   | 2–0 | 1–1 | 1–0 | 2–1 |
| C. D. A. Navalcarnero       | 0–1 | 1–0 | 2–0 | 4–0 | 1–0 | 2–0 | 1–3 | 1–0 | 0–0 | 0–0 | 0–2 | 2–1 | 0–1 | 5–0 | —   | 1–3 | 1–0 | 1–0 |
| U. D. Socuéllamos           | 0–0 | 1–2 | 1–0 | 0–0 | 0–0 | 0–0 | 0–0 | 3–2 | 1–3 | 0–2 | 0–0 | 1–0 | 0–0 | 0–2 | 0–1 | —   | 1–1 | 0–1 |
| A. D. Unión Adarve          | 2–1 | 0–0 | 3–3 | 2–0 | 0–0 | 2–1 | 2–2 | 0–3 | 2–1 | 2–0 | 1–3 | 3–3 | 2–2 | 4–0 | 0–3 | 3–2 | —   | 0–0 |
| C. F. Villanovense          | 3–0 | 0–0 | 1–0 | 2–2 | 2–0 | 2–3 | 0–0 | 0–1 | 2–1 | 2–1 | 2–0 | 0–0 | 0–1 | 1–1 | 1–0 | 0–2 | 1–0 | —   |

#### Máximos goleadores
| Pos. | Jugador        | Equipo                     | Goles | Partidos | Penaltis |
| ---- | -------------- | -------------------------- | ----- | -------- | -------- |
| 1º   | Carlos Martín  | Atlético de Madrid "B"     | 18    | 31       | 2        |
| 2.º  | Dorian Hanza   | C. D. Leganés "B"          | 13    | 32       | 1        |
| 3.º  | Diego Gómez    | Gimnástica Segoviana C. F. | 12    | 34       | 0        |
| 4.º  | Daniel Segovia | A. D. Unión Adarve         | 10    | 30       | 1        |
| -    | Hugo Esteban   | C. D. A. Navalcarnero      | 10    | 29       | 0        |

## Campeones de grupo y ascensos a Primera Federación
Los campeones de cada grupo consiguieron el ascenso directo a Primera Federación y la clasificación a la Copa del Rey (excepto los equipos filiales, que no participan en dicha copa).
| Campeones |

| Bandera de Galicia | Bandera del País Vasco | Bandera de Aragón | Bandera de Andalucía | Bandera de Melilla |
| C. D. Arenteiro    | Sestao River Club      | C. D. Teruel      | Antequera C. F.      | U. D. Melilla      |
| Grupo I            | Grupo II               | Grupo III         | Grupo IV             | Grupo V            |

## Playoff de ascenso a Primera Federación

### Clasificados
| Pos | Grupo I                  | Grupo II             | Grupo III               | Grupo IV             | Grupo V                |
| --- | ------------------------ | -------------------- | ----------------------- | -------------------- | ---------------------- |
| 2.° | Real Avilés C. F.        | Deportivo Alavés "B" | S. C. R. Peña Deportiva | Recreativo de Huelva | Atlético de Madrid "B" |
| 3.° | Real Valladolid Promesas | S. D. Tarazona       | Valencia Mestalla       | Recreativo Granada   | C. D. A. Navalcarnero  |
| 4.° | S. D. Compostela         | Utebo F. C.          | C. E. Manresa           | Atlético Sanluqueño  | C. P. Cacereño         |
| 5.° | Zamora C. F.             | S. D. Gernika        | R. C. D. Espanyol "B"   | UCAM Murcia C. F.    | Gimnástica Segoviana   |

### Cuadro
Los enfrentamientos, tanto las semifinales como las finales, se realizaron mediante sorteo, por lo que la organización del cuadro es por estética.
|  | Semifinales                                          | Semifinales                                          | Semifinales                                          | Semifinales                                          |   |     | Final                                                 | Final                                                 | Final                                                 | Final                                                 |  |
|  | 21 de mayo de 2023 (ida) 28 de mayo de 2023 (vuelta) | 21 de mayo de 2023 (ida) 28 de mayo de 2023 (vuelta) | 21 de mayo de 2023 (ida) 28 de mayo de 2023 (vuelta) | 21 de mayo de 2023 (ida) 28 de mayo de 2023 (vuelta) |   |     | 4 de junio de 2023 (ida) 11 de junio de 2023 (vuelta) | 4 de junio de 2023 (ida) 11 de junio de 2023 (vuelta) | 4 de junio de 2023 (ida) 11 de junio de 2023 (vuelta) | 4 de junio de 2023 (ida) 11 de junio de 2023 (vuelta) |  |
|  |                                                      |                                                      |                                                      |                                                      |   |     |                                                       |                                                       |                                                       |                                                       |  |
|  |                                                      |                                                      |                                                      |                                                      |   |     |                                                       |                                                       |                                                       |                                                       |  |
|  | 5.º                                                  | UCAM Murcia C. F.                                    | 0                                                    | 2                                                    |   |     |                                                       |                                                       |                                                       |                                                       |  |
|  | 5.º                                                  | UCAM Murcia C. F.                                    | 0                                                    | 2                                                    |   |     |                                                       |                                                       |                                                       |                                                       |  |
|  | 2.º                                                  | S. C. R. Peña Deportiva                              | 1                                                    | 0                                                    |   |     |                                                       |                                                       |                                                       |                                                       |  |
|  | 2.º                                                  | S. C. R. Peña Deportiva                              | 1                                                    | 0                                                    |   | 5.º | UCAM Murcia C. F.                                     | 1                                                     | 0                                                     |                                                       |  |
|  |                                                      |                                                      |                                                      |                                                      |   | 5.º | UCAM Murcia C. F.                                     | 1                                                     | 0                                                     |                                                       |  |
|  |                                                      |                                                      | 2.º                                                  | Atlético de Madrid "B"                               | 1 | 0   |                                                       |                                                       |                                                       |                                                       |  |
|  | 5.º                                                  | R. C. D. Espanyol "B"                                | 2.º                                                  | Atlético de Madrid "B"                               | 1 | 0   | 0                                                     | 0                                                     |                                                       |                                                       |  |
|  | 5.º                                                  | R. C. D. Espanyol "B"                                |                                                      |                                                      |   |     | 0                                                     | 0                                                     |                                                       |                                                       |  |
|  | 2.º                                                  | Atlético de Madrid "B"                               | 1                                                    | 2                                                    |   |     |                                                       |                                                       |                                                       |                                                       |  |
|  | 2.º                                                  | Atlético de Madrid "B"                               | 1                                                    | 2                                                    |   |     |                                                       |                                                       |                                                       |                                                       |  |
|  |                                                      |                                                      |                                                      |                                                      |   |     |                                                       |                                                       |                                                       |                                                       |  |

|  | Semifinales                                          | Semifinales                                          | Semifinales                                          | Semifinales                                          |   |     | Final                                                 | Final                                                 | Final                                                 | Final                                                 |  |
|  | 21 de mayo de 2023 (ida) 28 de mayo de 2023 (vuelta) | 21 de mayo de 2023 (ida) 28 de mayo de 2023 (vuelta) | 21 de mayo de 2023 (ida) 28 de mayo de 2023 (vuelta) | 21 de mayo de 2023 (ida) 28 de mayo de 2023 (vuelta) |   |     | 4 de junio de 2023 (ida) 11 de junio de 2023 (vuelta) | 4 de junio de 2023 (ida) 11 de junio de 2023 (vuelta) | 4 de junio de 2023 (ida) 11 de junio de 2023 (vuelta) | 4 de junio de 2023 (ida) 11 de junio de 2023 (vuelta) |  |
|  |                                                      |                                                      |                                                      |                                                      |   |     |                                                       |                                                       |                                                       |                                                       |  |
|  |                                                      |                                                      |                                                      |                                                      |   |     |                                                       |                                                       |                                                       |                                                       |  |
|  | 4.º                                                  | C. P. Cacereño                                       | 0                                                    | 1                                                    |   |     |                                                       |                                                       |                                                       |                                                       |  |
|  | 4.º                                                  | C. P. Cacereño                                       | 0                                                    | 1                                                    |   |     |                                                       |                                                       |                                                       |                                                       |  |
|  | 3.º                                                  | Valencia Mestalla                                    | 0                                                    | 0                                                    |   |     |                                                       |                                                       |                                                       |                                                       |  |
|  | 3.º                                                  | Valencia Mestalla                                    | 0                                                    | 0                                                    |   | 4.º | C. P. Cacereño                                        | 0                                                     | 1                                                     |                                                       |  |
|  |                                                      |                                                      |                                                      |                                                      |   | 4.º | C. P. Cacereño                                        | 0                                                     | 1                                                     |                                                       |  |
|  |                                                      |                                                      | 2.º                                                  | Recreativo de Huelva                                 | 0 | 1   |                                                       |                                                       |                                                       |                                                       |  |
|  | 5.º                                                  | Gimnástica Segoviana                                 | 2.º                                                  | Recreativo de Huelva                                 | 0 | 1   | 0                                                     | 0                                                     |                                                       |                                                       |  |
|  | 5.º                                                  | Gimnástica Segoviana                                 |                                                      |                                                      |   |     | 0                                                     | 0                                                     |                                                       |                                                       |  |
|  | 2.º                                                  | Recreativo de Huelva                                 | 0                                                    | 1                                                    |   |     |                                                       |                                                       |                                                       |                                                       |  |
|  | 2.º                                                  | Recreativo de Huelva                                 | 0                                                    | 1                                                    |   |     |                                                       |                                                       |                                                       |                                                       |  |
|  |                                                      |                                                      |                                                      |                                                      |   |     |                                                       |                                                       |                                                       |                                                       |  |

|  | Semifinales                                          | Semifinales                                          | Semifinales                                          | Semifinales                                          |   |     | Final                                                 | Final                                                 | Final                                                 | Final                                                 |  |
|  | 21 de mayo de 2023 (ida) 28 de mayo de 2023 (vuelta) | 21 de mayo de 2023 (ida) 28 de mayo de 2023 (vuelta) | 21 de mayo de 2023 (ida) 28 de mayo de 2023 (vuelta) | 21 de mayo de 2023 (ida) 28 de mayo de 2023 (vuelta) |   |     | 4 de junio de 2023 (ida) 11 de junio de 2023 (vuelta) | 4 de junio de 2023 (ida) 11 de junio de 2023 (vuelta) | 4 de junio de 2023 (ida) 11 de junio de 2023 (vuelta) | 4 de junio de 2023 (ida) 11 de junio de 2023 (vuelta) |  |
|  |                                                      |                                                      |                                                      |                                                      |   |     |                                                       |                                                       |                                                       |                                                       |  |
|  |                                                      |                                                      |                                                      |                                                      |   |     |                                                       |                                                       |                                                       |                                                       |  |
|  | 4.º                                                  | Atlético Sanluqueño                                  | 2                                                    | 2                                                    |   |     |                                                       |                                                       |                                                       |                                                       |  |
|  | 4.º                                                  | Atlético Sanluqueño                                  | 2                                                    | 2                                                    |   |     |                                                       |                                                       |                                                       |                                                       |  |
|  | 3.º                                                  | Real Valladolid Promesas                             | 1                                                    | 1                                                    |   |     |                                                       |                                                       |                                                       |                                                       |  |
|  | 3.º                                                  | Real Valladolid Promesas                             | 1                                                    | 1                                                    |   | 2.º | Atlético Sanluqueño                                   | 2                                                     | 1                                                     |                                                       |  |
|  |                                                      |                                                      |                                                      |                                                      |   | 2.º | Atlético Sanluqueño                                   | 2                                                     | 1                                                     |                                                       |  |
|  |                                                      |                                                      | 4.º                                                  | Deportivo Alavés "B"                                 | 0 | 0   |                                                       |                                                       |                                                       |                                                       |  |
|  | 5.º                                                  | Zamora C. F.                                         | 4.º                                                  | Deportivo Alavés "B"                                 | 0 | 0   | 0                                                     | 0                                                     |                                                       |                                                       |  |
|  | 5.º                                                  | Zamora C. F.                                         |                                                      |                                                      |   |     | 0                                                     | 0                                                     |                                                       |                                                       |  |
|  | 2.º                                                  | Deportivo Alavés "B"                                 | 0                                                    | 4                                                    |   |     |                                                       |                                                       |                                                       |                                                       |  |
|  | 2.º                                                  | Deportivo Alavés "B"                                 | 0                                                    | 4                                                    |   |     |                                                       |                                                       |                                                       |                                                       |  |
|  |                                                      |                                                      |                                                      |                                                      |   |     |                                                       |                                                       |                                                       |                                                       |  |

|  | Semifinales                                          | Semifinales                                          | Semifinales                                          | Semifinales                                          |   |     | Final                                                 | Final                                                 | Final                                                 | Final                                                 |  |
|  | 20 de mayo de 2023 (ida) 28 de mayo de 2023 (vuelta) | 20 de mayo de 2023 (ida) 28 de mayo de 2023 (vuelta) | 20 de mayo de 2023 (ida) 28 de mayo de 2023 (vuelta) | 20 de mayo de 2023 (ida) 28 de mayo de 2023 (vuelta) |   |     | 4 de junio de 2023 (ida) 11 de junio de 2023 (vuelta) | 4 de junio de 2023 (ida) 11 de junio de 2023 (vuelta) | 4 de junio de 2023 (ida) 11 de junio de 2023 (vuelta) | 4 de junio de 2023 (ida) 11 de junio de 2023 (vuelta) |  |
|  |                                                      |                                                      |                                                      |                                                      |   |     |                                                       |                                                       |                                                       |                                                       |  |
|  |                                                      |                                                      |                                                      |                                                      |   |     |                                                       |                                                       |                                                       |                                                       |  |
|  | 4.º                                                  | Utebo F. C.                                          | 1                                                    | 3                                                    |   |     |                                                       |                                                       |                                                       |                                                       |  |
|  | 4.º                                                  | Utebo F. C.                                          | 1                                                    | 3                                                    |   |     |                                                       |                                                       |                                                       |                                                       |  |
|  | 3.º                                                  | Recreativo Granada                                   | 2                                                    | 3                                                    |   |     |                                                       |                                                       |                                                       |                                                       |  |
|  | 3.º                                                  | Recreativo Granada                                   | 2                                                    | 3                                                    |   | 2.º | Recreativo Granada                                    | 1                                                     | 2                                                     |                                                       |  |
|  |                                                      |                                                      |                                                      |                                                      |   | 2.º | Recreativo Granada                                    | 1                                                     | 2                                                     |                                                       |  |
|  |                                                      |                                                      | 3.º                                                  | Real Avilés C. F.                                    | 1 | 0   |                                                       |                                                       |                                                       |                                                       |  |
|  | 5.º                                                  | S. D. Gernika                                        | 3.º                                                  | Real Avilés C. F.                                    | 1 | 0   | 0                                                     | 0                                                     |                                                       |                                                       |  |
|  | 5.º                                                  | S. D. Gernika                                        |                                                      |                                                      |   |     | 0                                                     | 0                                                     |                                                       |                                                       |  |
|  | 2.º                                                  | Real Avilés C. F.                                    | 0                                                    | 3                                                    |   |     |                                                       |                                                       |                                                       |                                                       |  |
|  | 2.º                                                  | Real Avilés C. F.                                    | 0                                                    | 3                                                    |   |     |                                                       |                                                       |                                                       |                                                       |  |
|  |                                                      |                                                      |                                                      |                                                      |   |     |                                                       |                                                       |                                                       |                                                       |  |

|  | Semifinales                                          | Semifinales                                          | Semifinales                                          | Semifinales                                          |   |     | Final                                                 | Final                                                 | Final                                                 | Final                                                 |  |
|  | 21 de mayo de 2023 (ida) 28 de mayo de 2023 (vuelta) | 21 de mayo de 2023 (ida) 28 de mayo de 2023 (vuelta) | 21 de mayo de 2023 (ida) 28 de mayo de 2023 (vuelta) | 21 de mayo de 2023 (ida) 28 de mayo de 2023 (vuelta) |   |     | 4 de junio de 2023 (ida) 11 de junio de 2023 (vuelta) | 4 de junio de 2023 (ida) 11 de junio de 2023 (vuelta) | 4 de junio de 2023 (ida) 11 de junio de 2023 (vuelta) | 4 de junio de 2023 (ida) 11 de junio de 2023 (vuelta) |  |
|  |                                                      |                                                      |                                                      |                                                      |   |     |                                                       |                                                       |                                                       |                                                       |  |
|  |                                                      |                                                      |                                                      |                                                      |   |     |                                                       |                                                       |                                                       |                                                       |  |
|  | 4.º                                                  | S. D. Compostela                                     | 3                                                    | 0                                                    |   |     |                                                       |                                                       |                                                       |                                                       |  |
|  | 4.º                                                  | S. D. Compostela                                     | 3                                                    | 0                                                    |   |     |                                                       |                                                       |                                                       |                                                       |  |
|  | 3.º                                                  | S. D. Tarazona                                       | 2                                                    | 2                                                    |   |     |                                                       |                                                       |                                                       |                                                       |  |
|  | 3.º                                                  | S. D. Tarazona                                       | 2                                                    | 2                                                    |   | 3.º | S. D. Tarazona                                        | 2                                                     | 1                                                     |                                                       |  |
|  |                                                      |                                                      |                                                      |                                                      |   | 3.º | S. D. Tarazona                                        | 2                                                     | 1                                                     |                                                       |  |
|  |                                                      |                                                      | 3.º                                                  | C. D. A. Navalcarnero                                | 1 | 1   |                                                       |                                                       |                                                       |                                                       |  |
|  | 2.º                                                  | C. E. Manresa                                        | 3.º                                                  | C. D. A. Navalcarnero                                | 1 | 1   | 1                                                     | 0                                                     |                                                       |                                                       |  |
|  | 2.º                                                  | C. E. Manresa                                        |                                                      |                                                      |   |     | 1                                                     | 0                                                     |                                                       |                                                       |  |
|  | 3.º                                                  | C. D. A. Navalcarnero                                | 0                                                    | 2                                                    |   |     |                                                       |                                                       |                                                       |                                                       |  |
|  | 3.º                                                  | C. D. A. Navalcarnero                                | 0                                                    | 2                                                    |   |     |                                                       |                                                       |                                                       |                                                       |  |
|  |                                                      |                                                      |                                                      |                                                      |   |     |                                                       |                                                       |                                                       |                                                       |  |

| Ascienden a Primera Federación |                      |                                   |                      |                      |
| Bandera de Aragón              | Bandera de Andalucía | Bandera de la Comunidad de Madrid | Bandera de Andalucía | Bandera de Andalucía |
| S. D. Tarazona                 | Atlético Sanluqueño  | Atlético de Madrid "B"            | Recreativo Granada   | Recreativo de Huelva |

## Fase por la Permanencia

### Participantes
| Pos  | Grupo I       | Grupo II      | Grupo III      | Grupo IV                            | Grupo V     |
| ---- | ------------- | ------------- | -------------- | ----------------------------------- | ----------- |
| 13.° | Ourense C. F. | S. D. Beasáin | RZ Dep. Aragón | Vélez C. F. Salvado por coeficiente | C. D. Coria |

### Finales

#### C. D. Coriavs.RZ Dep. Aragón
| Ida; 21 de mayo de 2023; 11:30 | RZ Dep. Aragón    | 1:0 (1:0) | C. D. Coria | Estadio de La Romareda, Zaragoza |                            |
|                                | Isaiah Navarro 3' | Reporte   |             | Árbitro(s): Carrero Romera       | Árbitro(s): Carrero Romera |

| Vuelta; 27 de mayo de 2023, 20:00 | C. D. Coria      | 1:1 (1:1) (Global 1:2) | RZ Dep. Aragón       | Estadio La Isla, Coria |  |
|                                   | - Isma Cerro 32' | Reporte                | - 30' Jorge Rastrojo |                        |  |

#### Ourense C. F.vs.S. D. Beasáin
| Ida; 21 de mayo de 2023; 17:00 | S. D. Beasáin | 0:0 (0:0) | Ourense C. F. | Estadio Municipal de Loinaz, Beasáin |                         |
|                                |               | Reporte   |               | Árbitro(s): Ramo Andrés              | Árbitro(s): Ramo Andrés |

| Vuelta; 27 de mayo de 2023; 17:00 | Ourense C. F.                | 1:0 (0:0) (Global 1:0) | S. D. Beasáin | Estadio de O Couto, Orense |  |
|                                   | - Ximón Aranguren 47' (a.g.) | Reporte                |               |                            |  |

| Consiguen la Permanencia Ourense C. F. RZ Dep. Aragón |

## Clasificados para laCopa del Rey 2023-24
Se clasifican los cinco mejores de cada grupo (salvo los filiales, ya que no participan en dicha competición).
| Bandera de Galicia | Bandera de Asturias | Bandera de Galicia | Bandera de Castilla y León | Bandera de Castilla y León |
| C. D. Arenteiro    | Real Avilés C. F.   | S. D. Compostela   | Zamora C. F.               | C. D. Guijuelo             |
| 1.º Grupo 1        | 2.º Grupo 1         | 4.º Grupo 1        | 5.º Grupo 1                | 6.º Grupo 1                |

| Bandera del País Vasco | Bandera de Aragón | Bandera de Aragón | Bandera del País Vasco | Bandera de Navarra |
| Sestao River C.        | S. D. Tarazona    | Utebo F. C.       | S. D. Gernika Club     | C. D. Tudelano     |
| 1.º Grupo 2            | 3.º Grupo 2       | 4.º Grupo 2       | 5.º Grupo 2            | 6.º Grupo 2        |

| Bandera de Aragón | Bandera de las Islas Baleares | Bandera de Cataluña | Bandera de Cataluña | Bandera de la Comunidad Valenciana |
| C. D. Teruel      | S. C. R. Peña Deportiva       | C. E. Manresa       | Terrassa F. C.      | Hércules C. F.                     |
| 1.º Grupo 3       | 2.º Grupo 3                   | 4.º Grupo 3         | 6.º Grupo 3         | 7.º Grupo 3                        |

| Bandera de Andalucía | Bandera de Andalucía | Bandera de Andalucía | Bandera de la Región de Murcia | Bandera de la Región de Murcia |
| Antequera C. F.      | Recreativo de Huelva | At. Sanluqueño C. F. | UCAM Murcia C.F.               | Yeclano Deportivo              |
| 1.º Grupo 4          | 2.º Grupo 4          | 4.º Grupo 4          | 5.º Grupo 4                    | 6.º Grupo 4                    |

| Bandera de Melilla | Bandera de la Comunidad de Madrid | Bandera de Extremadura | Bandera de Castilla y León | Bandera de Extremadura |
| U. D. Melilla      | C. D. A. Navalcarnero             | C. P. Cacereño         | Gimnástica Segoviana C. F. | C. F. Villanovense     |
| 1.º Grupo 5        | 3.º Grupo 5                       | 4.º Grupo 5            | 5.º Grupo 5                | 6.º Grupo 5            |

## Clasificados para laCopa RFEF 2023-24
Se clasifica el mejor posicionado de cada grupo que no consiguiera plaza para la Copa del Rey (salvo los filiales, ya que no participan en dicha competición).
| Bandera de Cantabria      | Bandera de Navarra | Bandera de Cataluña  | Bandera de Andalucía    | Bandera de Castilla-La Mancha |
| Gimnástica de Torrelavega | A. D. San Juan     | C. F. Badalona Futur | C. D. San Roque de Lepe | C. D. Guadalajara             |
| 8.º Grupo 1               | 8.º Grupo 2        | 8.º Grupo 3          | 7.º Grupo 4             | 7.º Grupo 5                   |